# Mokosz
Mokosz – bogini słowiańska. Według rekonstrukcji etymologicznej, Mokosz była boginią ziemi, wód i płodności, a później, według większości badaczy, była odzwierciedlana w bylinach i zamowach jako Matka Ziemia Wilgotna. Innej rekonstrukcji dokonano na podstawie etnografii: pod koniec XIX wieku na Rosyjskiej Północy odnotowano takie nazwy kikimory jak Mokusza lub Mokosza. Zbieżność tę tłumaczy fakt, że kikimora jest zdemonizowaną wersją bogini, a poprzez zbliżenie między nimi badacze przedstawili Mokosz jako boginię miłości i narodzin, mającą związek z nocą, księżycem, przędzeniem, hodowlą owiec i gospodarką kobiet. Przędzenie było zajęciem różnych europejskich bogiń losu, co doprowadziło do scharakteryzowania Mokoszy jako bóstwa kontrolującego los. Ta rekonstrukcja nie zgadza się z danymi dotyczącymi jej etymologii, z których wynika, że funkcja przędzenia nie mogła być główną.
Drewniany posąg Mokoszy wraz z innymi bóstwami został ustanowiony przez księcia Włodzimierza Wielkiego w 980 r. na jednym ze wzgórz Kijowa. Wydarzenie to zostało określone przez część historyków jako przejaw pogańskiej reformy Włodzimierza, ale inni badacze zaprzeczają, że taka reforma została przeprowadzona, a kwestia jej istnienia jest we współczesnej nauce dyskusyjna. Po rozpoczęciu chrztu Rusi w 988 r. posągi bóstw zostały zniszczone. Mokosz jest wspominana w różnych Słowach i Naukach przeciwko pogaństwu razem z wiłami, ale nie jest w nich w żaden sposób opisana.
W nauce rozpowszechniła się opinia, że kult Mokoszy przeszedł na ludowo-chrześcijańską Paraskiewę Piatnicę, związaną z wodą i przędzeniem. Ze względu na tę identyfikację piątek zaczęto uważać za dzień poświęcony bogini i wysnuto wniosek o popularności Mokoszy wśród kobiet w czasach chrześcijańskich. W późniejszych badaniach pomysł zbliżenia z Paraskiewą jest krytykowany, ponieważ związek Paraskiewy z przędzeniem, wodą i piątkiem ma raczej chrześcijańskie niż pogańskie korzenie.
Słowiańska wersja teorii mitu podstawowego, oparta na różnych danych etnograficznych i lingwistycznych, przedstawia Mokosz jako żonę Peruna. Zdradza go ona z Welesem, przez co Perun zabija dzieci Mokoszy. Sama teoria nie została w pełni uznana w nauce. Odrzucono również przypuszczenia, że Mokosz jest przedstawiona na Idolu ze Zbrucza i na północnorosyjskich haftach z XIX wieku. Teoria archeologa Borisa Rybakowa, że pierwotnie imię bogini brzmiało Makosz, nie została poparta przez innych badaczy.

## Imię i charakterystyka

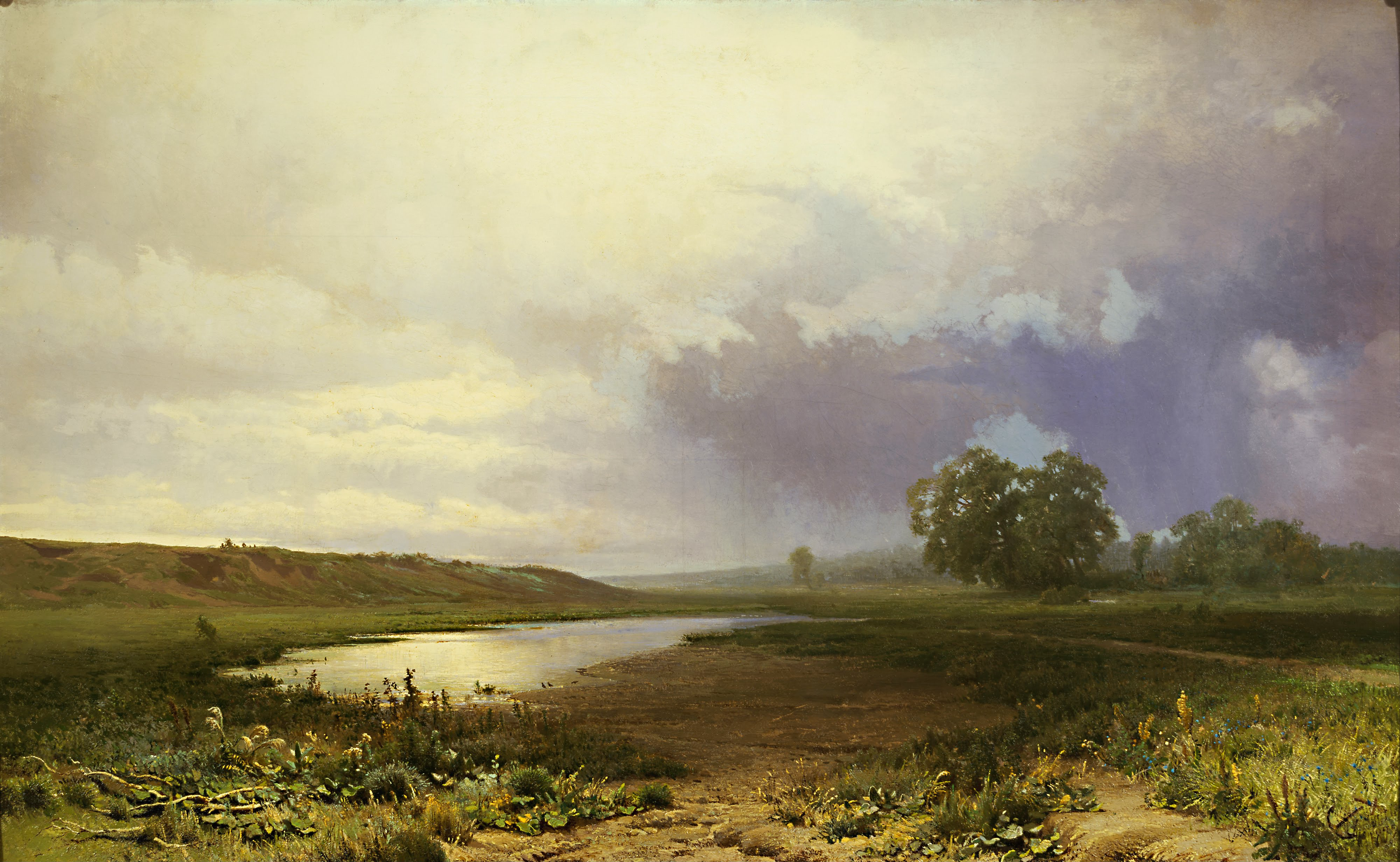
Imię Mokoszy oznacza połączenie ziemi z wodą, żyzną wilgoć. „Mokry ług” Fiodora Wasiljewa, 1872

W tekstach staroruskich imię bogini zapisane jest jako Mokošĭ (мокошь), Mokŭšĭ (мокъшь) – w dawnych tekstach majuskuły nie używano. Według Olega Trubaczowa forma мокъшь powstała poprzez wtórną adideację ‎*Mokošь i *kъšь ‘los’. Gramatycznie teonim Mokosz należy do rodzaju żeńskiego, z czego wnioskuje się, że bóstwo było konkretnie boginią. W starszych opracowaniach i późniejszych kronikach może pojawiać się jako bóstwo płci męskiej, ale ten wariant jest drugorzędny w stosunku do oryginału. Według najbardziej uzasadnionej etymologii teonim został utworzony metodą sufiksalną z prasłowiańskiego rdzenia *mok- oznaczającego ‘mokry’ z przyrostkiem *-ošь jak np. słowo pustosz. Władimir Toporow i Wiaczesław Iwanow komentują, że etymologia ta jest “niepodważalna”, rozumiejąc jej imię jako ‘Mokra’. Pierwszym, który wysunął taką etymologię, był Vatroslav Jagić, który uważał, że teonim był tłumaczeniem lub również amplifikacją greckiego słowa malakija, a zatem Mokosz była fikcją literacką. Toporow, Iwanow i Max Vasmer uważają stanowisko Jagicia za fałszywe.
Michał Łuczyński uważa, że teonim mógł pojawić się dopiero po III w. n.e. ze względu na występującą w nim dźwięk [š], który powstała w językach słowiańskich w ramach pierwszej palatalizacji. Imię bogini wywodzi od niezachowanego rzeczownika *mokošь o znaczeniu ‘ktoś/coś mokrego’, ponieważ przyrostek *-ošь tworzy nazwy nosicieli cech, a ten rzeczownik wywodzi dokładnie od v-tematycznego *moky (dop *mokъve) ‘mokre miejsce, błoto’ (por. pol. dial. mokwa, ukr. mokwa) i porównuje imię Mokosz do innych imion zakończonych na -osz wywodzących się od v-tematycznych słów o znaczeniu topograficznym, np. stpol. Bagosz (< ‎*bagy), Narosz (< *nary). W związku z tą etymologią uznaje Mokosz za boginię “pluwialną o cechach uranicznych”. Podobnie Walerij Mokijenko rozumie teonim jako wywodzący się od słowa oznaczającego ‘wilgotne, bagniste miejsce’. Łuczyński, Toporow i Iwanow uważają, że teonim Mokosz jest jedynie późniejszym epitetem zastępującym pierwotne nieznane imię bóstwa. Etymologia jest porównywana przez Iwanowa i Toporowa z litewskim makusyti ‘chlupać’, ‘chodzić po błocie’; makasyne ‘breja’, ‘błoto’, ‘mieszanina’, ‘bałagan’.
Vasmer, a także wielu współczesnych badaczy uważa Mokosz za boginię płodności, wód i ziemi, co zbliża ją do późniejszej, często wspominanej w bylinach i zamowach Matki Ziemi Wilgotnej. Historyk Aleksander Gieysztor komentuje, że pogląd o związku z Matką Ziemią Wilgotną podziela większość badaczy. Interpretacja ta nie jest bezdyskusyjna. Staroruskie teksty i dane etnograficzne nie dostarczają mocnych argumentów za utożsamianiem Mokoszy z Matką Ziemią. Łuczyński i religioznawca Oleg Kutariew odrzucają korelację Mokoszy z Matką Ziemią. Według propozycji Łuczyńskiego, Mokosz była urańską boginią deszczu. Mokijenko i Łowmiański również sugerują związek z deszczem, co może mówić o związku Mokoszy z Perunem.
Językoznawca Andriej Zalizniak i religioznawca Andrzej Szyjewski zbliżyli Mokosz do irańskiej Anahity, gdyż ta ostatnia również nazywana jest ‘Mokrą’, ‘Rozlewną’. W podobny sposób filolog Nikołaj Zubow łączy ją ze scytyjską boginią ziemi i wody Api. Na podstawie zbliżenia z Anahitą Toporow i Iwanow przypisują Mokoszy funkcję prokreacji i uważają boginię Żywę za jej „wyższą hipostazę“, przeciwną do „niskiej hipostazy“, czyli Mokoszy.
Celtolog Kałygin Wiktor zbliżył Mokosz do irlandzkiej bogini Machy, jego zdaniem pierwotnie bogini płodności. Podniósł teonim Macha do *mokosiā, który „dokładnie odpowiada imieniu słowiańskiej bogini Mokosz”. Ta etymologiczna zbieżność jest wspierana przez językoznawcę Václava Blažka. Religioznawca Patrice Lajoye zwraca uwagę na fakt, że Mokosz i Macha mają szereg cech wspólnych. Teonim Macha jest związany z następującymi apelatywami: stirl. macha ‘wybieg dla krów, plac udojowy lub pole’, machaire ‘duże pole lub równina’, które powstały po spirantyzacji [k] trzech możliwych form praceltykich o znaczeniu ‘równina’: *MakViā, *MakVviā, *MakVsiā, gdzie V to celtyckie [a] lub [o]. Celtolog Garrett Olmsted wywodzi teonim Machy z innej formy pracelt. *magos ‘równina, pole’. Wspólnym znaczeniem semantycznym dla Machy i Mokoszy może być ‘wilgotna gleba’, co prowadzi do znaczeń ‘pole, łąka’ z jednej strony i ‘nimfa wodna’, ‘wróżka’ lub ‘bogini płodności’ z drugiej. Macha była rozumiana przez Irlandczyków jako trójfunkcyjna bogini: jako jasnowidz, wojownik i gwarant dobrobytu. Mokosz, w przeciwieństwie do Machy, nie była wojowniczką, ale od XVI wieku jej imię było używane jako określenie czarownic i uzdrowicieli, wskazując na możliwą funkcję prorokini. Irlandzka mitologia opowiada o owdowiałym wieśniaku, Cruinniucu, do którego pewnego dnia przybyła Macha pod postacią pięknej dziewczyny i bez słowa zaczęła opiekować się jego domem. Zaszła w ciążę z Cruinniucem i od tego momentu w ich domu panował dobrobyt. Później, w wyniku złamania nakazu, Macha mówi Cruinniucowi, że złamał umowę, więc opuszcza go i przeklina miejscowych mężczyzn, aby doświadczali bólów porodowych przez pięć dni i cztery noce przez dziewięć pokoleń. Ten pogląd na Macha jako wróżkę domową koreluje z danymi etnograficznymi o Mokoszy jako duchu domowym.

### Przestarzałe i wątpliwe etymologie
Slawista Grigorij Iljinski wysunął hipotezę pochodzenia teonimu na podstawie paraleli z językami bałtyckimi. Jego zdaniem teonim Mokosz ma odpowiednik w języku litewskim w słowach makstýti ‘tkać’; mèksti ‘robić na drutach’; mãkas ‘torebka’, związany z rosyjskim moszna ‘woreczek, torebka’, a zatem w języku prasłowiańskim teonim pochodzi od *mokos- ‘przędzenie’, ‘tkanie’. Toporow i Iwanow, będący zwolennikami etymologii wilgoci, “rehabilitują” etymologię Iljinskiego, widząc związek w litewskich rdzeniach w słowach mazgas ‘węzeł’; megzti ‘robić na drutach’, ‘wiązać’ z mazgoti, ‘prać’. ESSJa i Martin Pukanec nazywają etymologię Iljinskiego hipotetyczną.
Boris Rybakow uważał Makosz za bardziej poprawny odczyt imienia bogini, dzieląc teonim na dwie części: ma- i -kosz, gdzie ma- było skrótem od matka, zbliżając się do pewnej kreteńsko-mykeńskiej bogini o imieniu Ma u ludu bardzo odległego od Słowian. Drugą część -kosz rozumiał jako staroruskie słowo oznaczające ‘los’. Rybakow tłumaczy więc ten teonim jako ‘Matka szczęśliwego losu’, utożsamiając ją z boginią losu, a także jednocześnie jako ‘Matka dobrych zbiorów’, ponieważ w koszu można było umieścić owoce, dodając, że Mokosz jest również boginią płodności, a także ‘Matką szczęścia’, ponieważ jego zdaniem zbiory są szczęściem. Leo Klejn, który trzyma się rekonstrukcji Mokosz jako bogini pracy kobiet, w szczególności przędzenia, krytykuje Rybakowa, zauważając, że takie funkcje nie są niczym poparte. Krytykowana jest również etymologia: matka może być skracana do ma głównie w języku dzieci. Klejn zwraca uwagę, że w języku rosyjskim słowa złożone są konstruowane inaczej: rzeczownik główny stoi na końcu, a słowo określające na początku, i podaje takie przykłady jak Bogo-matierʹ i Daż-bog, a zatem nazwa powinna brzmieć Koszma. Słowo to rzeczywiście występuje w języku rosyjskim, ale jest pochodzenia tatarskiego. Sama forma zapisu Makosz nie jest standardowa w kronikach, w przeciwieństwie do Mokosz. ESSJa, Toporow, Iwanow odrzucają etymologię Rybakowa.
Według Nikołaja Gałkowskiego nazwa Mokosz została zapożyczona z nieznanego źródła. Jewgienij Aniczkow uważał, że imię pochodzi od etnonimu ludu ugrofińskiego, Moksza, części Mordwinów, co jego zdaniem wyjaśnia, dlaczego Włodzimierz I Wielki musiał ustanowić posągi słowiańskich bogów: bogowie panteonu Włodzimierza byli pochodzenia niesłowiańskiego, gdzie Perun miał zostać sprowadzony ze Skandynawii jako osobisty bóg Rurykowiczów, a inni bogowie ustanowieni przez Włodzimierza, tacy jak Mokosz, byli bogami ludów sąsiadujących ze Słowianami, których posągi zostały ustanowione przez Włodzimierza w celu scentralizowania jego władzy. Aniczkow porównywał z imieniem bogini fińskie toponimy, takie jak Moksza, która jest prawym dopływem Oki, Ropsza, Szapsza, Kapsza, Kidieksza. Z kolei Viljo Mansikka uważał, że Mokosz wywodzi się od fińskiego demona Moksza. Henryk Łowmiański, który nie miał wątpliwości co do słowiańskiej etymologii, uznaje demona Moksza za najprawdopodobniej pożyczkę od Słowian, lub że podobieństwo brzmieniowe jest przypadkowe; Gieysztor także uznał demona za pożyczkę. Późniejsi badacze Nikołaj Mokszyn i Zubow zaprzeczyli ugrofińskiemu pochodzeniu Mokoszy. Toporow, Iwanow i ESSJa podzielają podobny punkt widzenia. Michaił Wasiljew uważa, że związek z fińskim etnonimem Moksza jest przypadkowy, podczas gdy sama „przynależność Mokoszy do słowiańskiego pogaństwa jest niepodważalna”.
Etymologie z sanskryckiego makhas, ‘bogaty’, ‘szlachetny’, lub, według Natalji Gusiewej, moksza, ‘wyzwolenie’, ‘śmierć’, wydają się wątpliwe. Związek ze starogreckim mákhlos, ‘pożądliwy’, ‘gwałtowny’, ze starolitewskim kekše ‘prostytutka’, awestyjskim maekantis ‘sok drzewny’ także. Trackie pochodzenie Mokoszy jest również wątpliwe. Gieysztor nazwał etymologię Vittore Pisaniego, który uważał teonim za słowo złożone z korzeni mot- ‘motać’ i -kos ‘obfitość’, “niewiarygodną”.

### Onomastyka

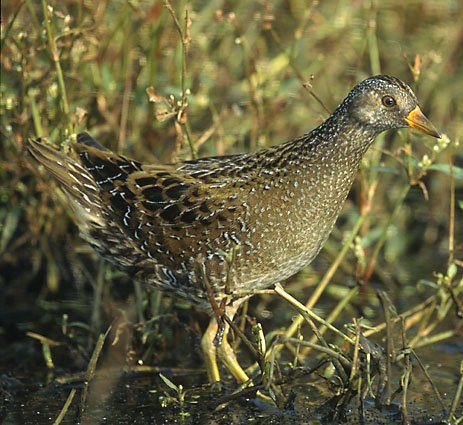
Kropiatka w języku słoweńskim nazywana jest także mokoš, a w rosyjskich gwarach czortowa kurica, dosł. ‘czarcia kura’

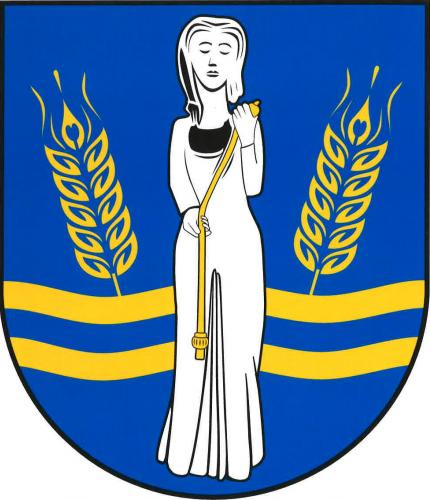
Współczesny herb miejscowości Mokošín w Czechach, której nazwa może pochodzić od imienia Mokoszy

Istnieją dane onomastyczne, które można powiązać z Mokoszą: chorwackie męskie nazwisko i imię Mokoš, określenia rodzaju męskiego makiesz, mokiesz w rosyjskim przysłowiu Bog nie makiesz, czem-nibudʹ da potieszyt “Bóg nie makiesz, czymś pocieszy”; mokusz „rusałka”; mokosza ‘kłopotliwy człowiek’; w gwarze jarosławskiej mokosza ‘zjawa, duch’. W gwarach twerskiej i nowogrodzkiej mokszytʹ ‘płakać, błagać o coś’. W nowogrodzkiej gwarze obecne było również znaczenie ‘obsesyjnie domagać się czegoś, nękać prośbami’. W rosyjskich dialektach występują słowa mokosja, ‘durna kobieta’, ‘dziwka, ladacznica’ oraz Mokrosz, Mokriesz oznaczające gwiazdozbiór Wodnika; z Karelii mokusza ‘złośliwa osoba’. Nowogrodzkie mokusz, mokosz ‘siła nieczysta’, ‘osoba niskiego wzrostu’, ‘czart (profanacyjnie)’, ‘chore i słabe dziecko’, ‘osoba, która bardzo zmokła na deszczu’, ros. mokosz, makosz ‘siła nieczysta, dworowy, czarownica’; mokuszka ‘czarownica’. Sądząc po powszechności tego słowa w dialektach nowogrodzkich, Mokosz była prawdopodobnie dobrze znana dawnym Nowogrodzianom. Białoruska rodzina Mokisz. Nazwa własna Mokosza, Makosza Chłopun zapisana w pskowskiej księdze spisowej w 1585 roku należąca do puszkarza.
Toponimy: czeska wieś Mokošín, której nazwa notowana jest od XI wieku, oraz wzniesienie Mokošin Vrch, oznaczający miejsce wzniesione; łużyckie Мосоcize, Mockschiez; polskie Mokoszyn, Mokosznica, Mokossko, Mokos; położony w pobliżu Stralsundu w Niemczech na dawnych ziemiach połabskich, staropołabski toponim Muuks, Mukus poświadczony w 1310; współczesne miasto Mobschatz, na północny zachód od Drezna, w 1091 r. nosiło nazwę Mococize. Niedaleko Pegnitz w północno-wschodniej Bawarii znajduje się wioska Moggast, w XIV wieku zwana Mochcus lub Mokoš; chorwacka Mokosica koło Dubrownika, góra Mukoša koło Marlochu i mniejsze góry Mukos, Mokoš i Mokos; macedoński Mukos; w Rosji Mokoszynskij monastyrʹ w obwodzie czernihowskim, uroczysko Mokoszyno bołoto na Białorusi. W powiecie czeriepowieckim istniał nieużytek lub ług Mokoszewo, odnotowane przez etnografa Michaiła Gierasimowa. Prawdopodobnie materiały onomastyki mówią o prasłowiańskiej starożytności bogini, lub toponimy pochodzą od *mokosъ ‘łąka zalewowa’ lub bezpośrednio od gniazda rdzenia *mok-. Zubow wskazuje, że w świetle słowa mokosza jako określenia osoby kłopotliwej, związek z Mokoszą staje się problematyczny. Iljinski wymienia szereg toponimów, podobnych do teonimu, ale zaprzecza ich pokrewieństwu, uznając toponimy wywodzące się od rdzenia *mok-, ‘moknąć’, od słów makuszka, mak i od dialektalnej formy imienia Maksim: Mokiej. Językoznawca Stanisław Urbańczyk uważa korelację toponimów z Mokoszą za wątpliwą. Według językoznawcy Anatolija Żurawlowa, dane onomastyczne potwierdzają prasłowiańskie pochodzenie Mokoszy.
Toporow kojarzy z Mokoszą postać ze słoweńskiej bajki o nazwie Mokoška, Mokuška, Mokoška, znanej także jako Lahnwaberl lub Lamwaberl. Opowieść została nagrana przez Daworina Trstienjaka, którą usłyszał od Rudolfa Gustava Puffa w Dolnej Styrii. Nagranie Trstienjaka z 1855 r.:

Lamwaberl żyła w Grünau, bagnistym obszarze w kwartale Šent Florjan, w pobliżu Ložnicy, który był często zalewany. Archeologiczne artefakty potwierdzają, że miejsce to było uprawiane w czasach starożytnych. Obecnie w tym miejscu znajduje się samotny dwór, ale kiedyś był to zamek Mokoški, w którym mieszkała pogańska księżniczka. Zamek był otoczony wiecznie zielonymi ogrodami. Czasami pomagała ludziom, ale czasami ich krzywdziła; szczególnie często zabierała ze sobą dzieci. W końcu Bóg ją ukarał. Pewnej burzliwej nocy zamek i wszystkie jego ogrody zapadły się pod ziemię. Mokoška nie była jednak skazana na zagładę. Nadal się pojawiała, ukrywając się pod różnymi kobiecymi postaciami. Wciąż porywa dzieci, zwłaszcza te, które zostały zaniedbane przez rodziców.

## Źródła

### Źródła staroruskie
Mokosz wspomniana jest w dotyczącej 980 roku relacji Powieści minionych lat z początku XII wieku, której najstarsza kopia jest częścią Latopisu Ławrientiewskiego z 1377 roku. Fragment:

I począł Włodzimierz panować w Kijowie sam jeden. I wystawił posągi poza dziedzińcem dworskim Peruna drewnianego, a głowa jego srebrna, a wąs złoty; i Chorsa, i Dażboga, i Striboga, i Simargła, i Mokosz. I ofiarowywali im, zowiąc ich bogami, i przywozili syny swoje i córki, i ofiarowywali biesom, i splamili ziemię ofiarami swymi, i splamiła się ziemia ruska, i to wzgórze.

– Powieść minionych lat

W historiografii wydarzenie to znane jest jako reforma pogańska lub pierwsza reforma religijna Włodzimierza. Jeden z punktów widzenia, biorąc pod uwagę reformę, traktuje ją jako przejście do monoteizmu: według filologa Wilo Mansikki i historyków Alekjsieja Szachmatowa i Henryka Łowmiańskiego początkowo w Powieści minionych lat był tylko Perun, a później dodano innych bogów, aby Włodzimierz stał się politeistą. Filolog Aniczkow podzielił stanowisko Szachmatowa, chociaż zauważył, że „nie ma obiektywnych danych, aby uznać to wstawienie”. Historyk Michaił Wasiljew wskazuje, że istnienie panteonu kijowskiego jest odnotowane w równoległych źródłach. Inny historyk, Leo Klejn, zaprzecza istnieniu reformy, uważając to wydarzenie jedynie za przywrócenie pogaństwa: bożki zostały wzniesione natychmiast po zabójstwie Jaropełka, który miał sympatie do chrześcijaństwa i prowadził prochrześcijańską politykę, oraz po intronizacji Włodzimierza. Sam bożek Peruna stał już na wzgórzu w Kijowie u księcia Igora.
W przeszłości dyskutowano o tym, że fragment tekstu o „przyprowadzaniu swoich synów i córek” odzwierciedla albo składanie ofiar z ludzi, albo jedynie wskazuje na uczestnictwo w rytuale. Współcześni uczeni uważają tekst od „i ofiarowywali” do „i to wzgórze” i dalej za przeróbkę wersetów Psalmu (Ps 106,35-44). Mimo to Wasiljew nadal uważa istnienie częstych ofiar z ludzi dla kijowskiego panteonu za fakt historyczny, ale zdaniem historyka Pawieła Łukina kwestia ofiar z ludzi, jak i samej reformy jest dyskusyjna, a tekst o reformie Włodzimierza jest jedynie przeróbką Kroniki Jerzego Mnicha, w której wspomina się o stworzeniu sześciu bożków bóstw z wiodącą pozycją Belferoga i jedną postacią kobiecą – Astarte. Według Kroniki materiałami, z których wykonano bożki, były złoto i srebro, a także wspomniana jest splugawiona ziemia. Łukin dochodzi do wniosku, że opowieść o panteonie Włodzimierza i ofiarach z ludzi jest konstrukcją kronikarską powstałą w latach 70. XI wieku, a imiona bóstw zostały zaczerpnięte z tradycji ustnej znanej kronikarzowi.
Wśród bóstw ustanowionych przez Włodzimierza, Mokosz była jedyną boginią. Filolog Nikołaj Zubow uważa, że „zgodnie z ogólnie przyjętą opinią, w kręgu panteonu Włodzimierza jest to najbardziej tajemnicza postać”.

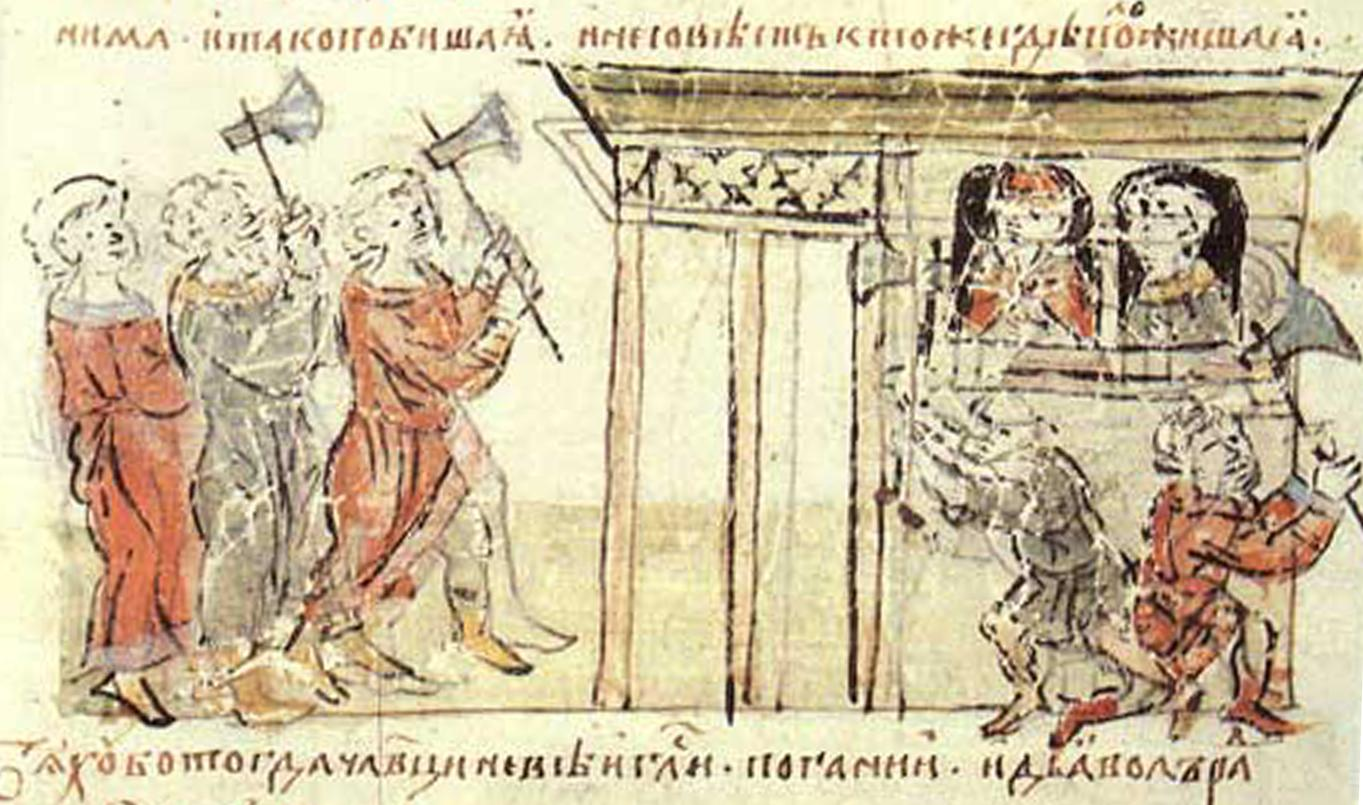
Teodor Wareg i jego syn Jan mieli zostać złożeni w ofierze bogom kijowskiego panteonu. Miniatura z Latopisu Radziwiłłowskiego, końcówka XV w.

Następnie kronika opowiada o tym, jak starszyzna i bojarzy postanowili rzucić losy, aby zabić chłopca lub dziewczynę jako ofiarę dla bogów. W Kijowie żył chrześcijanin i Wareg, Fiodor, który miał syna Jana, zgodnie z tekstem kroniki “pięknego z twarzy i duszy”, na którego padł los. Wysłannicy przybyli do Fiodora, mówiąc, że jego syn został wybrany przez bogów i powinien zostać złożony w ofierze. Fiodor odrzucił kijowskie posągi jako bogów, wskazując, że są wykonane z drewna. Wysłannicy opowiedzieli o wszystkim ludowi, a oni, biorąc broń, zdemolowali podwórze Fiodora i kazali mu, gdy stał w sieni z synem, oddać syna bogom. W odpowiedzi Wareg powiedział, że sami bogowie mogą wysłać kogoś z własnego grona, aby odebrał mu syna, po czym ludzie ścięli sień, a Fiodor i Jan zginęli. Pojawienie się historii o Waregach w Powieści jest późniejszym dodatkiem, który prawdopodobnie pojawił się po raz pierwszy w Początkowym Kodeksie z lat 90. XI wieku. Sam zapis w kronikach został sporządzony na podstawie prawdopodobnie istniejącej oryginalnej opowieści o Waregach, wczesnego krótkiego zapisu synaksarionowego ku pamięci lokalnie uhonorowanych świętych, który został napisany specjalnie w celu gloryfikacji pierwszych ruskich męczenników. Relacja Powieści wykorzystywała wersję już poprawioną i uzupełnioną o pewne niewiarygodne szczegóły, ale bez imion Waregów, które nie były znane kompilatorowi relacji Powieści. Wśród przekłamań jest miejsce śmierci Waregów. Istnienie ofiar z ludzi wśród Słowian jest rejestrowane przez różne źródła. Dlatego, jak napisali archeolodzy Irina Rusanowa i Boris Timoszczuk, “informacje o ofiarach z ludzi u Słowian wschodnich [...] trudno uznać za oskarżenia i propagandę przeciwko pogaństwu” i że “w zwyczaju składania ofiar z ludzi wśród Słowian nie można dostrzec szczególnego okrucieństwa. Ofiary te były uwarunkowane ówczesnym światopoglądem i były wykorzystywane dla dobra i zbawienia społeczeństwa”. Ofiary z ludzi składano w określonych okolicznościach, a najbardziej powszechne były ofiary bezkrwawe.
Po tym, jak Włodzimierz ochrzcił Ruś w 988 r., nakazał obalenie bożków: niektóre porąbać, inne spalić. W miejscu, gdzie stały bożki, zbudował kościół św. Bazylego. W 1975 r. podczas wykopalisk na Górze Starokijowskiej znaleziono fundamenty budowli. Archeolog Boris Rybakow uznał tę strukturę za miejsce kijowskiego panteonu, twierdząc, że ma ona “wyraźnie zaznaczone pięć występów o różnych rozmiarach: jeden duży pośrodku, dwa mniejsze po bokach i dwa bardzo małe w pobliżu bocznych występów...”. Kolejni badacze skrytykowali stwierdzenie Rybakowa. Samo kapiszcze nie zostało odkryte przez archeologów, podobnie jak żadne dowody na składanie ofiar z ludzi w Kijowie.
Po przyjęciu chrześcijaństwa pojawiły się różne słowa i nauki skierowane przeciwko starej religii. W szczególności Słowo niejakiego chrystolubca powstało, według większości badaczy, w połowie XI wieku. Wyjątkami są Mansikka, który twierdzi, że Słowo zostało napisane w XIV wieku, oraz Rusanowa i Timoszczuk, którzy datują je na XII wiek. Samo Słowo jest dostępne w dwóch wydaniach: krótkim, oryginalnym wydaniu i długim, późniejszym wydaniu. Fragment wydania z końca XIV wieku z kolekcji Paisewa:

... nie mogąc cierpieć chrześcijan dwojewiernych i wierzą w Peruna i Chorsa, i w Sima, i w Rgła, i w Mokosz, i w wiły.

– Słowo niejakiego Chrystolubca

Slawista Nikołaj Galkowski ze względu na to, że wiły są zapisane obok Mokoszy, uważa że związane są one z boginią, ale zdaniem historyka Igora Danilewskiego autor Słowa korzystał z jakiegoś nieznanego źródła południowosłowiańskiego, z którego zaczerpnął informacje o wiłach, mitologicznych postaciach południowosłowiańskich. Jego zdaniem sami Słowianie wschodni nie czcili wił. Podobnie Mansikka uważa, że wiły i Mokosz zostały zaczerpnięte z tekstu Wopros, czto jestʹ triebokładienje idolskoje, który uważa za południowosłowiański. Zdaniem Aniczkowa, pierwotna wersja Słowa nie mówiła nic o bóstwach i zostały one dodane przez późniejszych redaktorów. Opinię Aniczkowa podziela Mansikka, który uważa, że lista bóstw pochodzi z Powieści minionych lat. Na tej podstawie historyk Władimir Pietruchin dochodzi do wniosku, że wstawka ze wzmianką o bóstwach pojawiła się nie wcześniej niż w XII wieku. Ponieważ imię Simargl jest zapisywane jako Sim i Regl, autor Słowa być może nie rozumiał, o jakich postaciach mowa.
Mokosz wspomniana jest w staroruskim dziele Słowo świętego Grzegorza, które jest przeróbką nauczania Grzegorza z Nazjanzu, patriarchy Konstantynopola z IV wieku. Nieznany staroruski autor wykorzystał potępienie greckich bogów, uzupełniając je tekstem potępiającym bogów słowiańskich. Wczesne wydanie Słowa zachowało się w trzech spisach z XV wieku i jest różnie datowane przez różnych badaczy: lata 1060. (Aniczkow), XII wiek (Łowmiański, Rybakow), a także daty uważane przez Wasiljewa za mało prawdopodobne: koniec XIII – początek XIV wieku (slawiści Sriezniewski, Galkowski), XIV wiek (Mansikka). Według Rybakowa, Słowo Grzegorza było bezpośrednim tłumaczeniem, ale Danilewski wskazuje, że Słowo tylko częściowo odzwierciedla grecki oryginał. Oryginał to Słowo na Objawienie Pańskie. Danilewski zauważa, że nie wiadomo dokładnie, który wariant tekstu Grzegorza z Nazjanzu był używany przez samego staroruskiego autora. Nie wiadomo też, na ile wiarygodne są informacje o słowiańskich bogach zawarte w Słowie. Fragment rękopisu Biblioteki Nowogrodzkiej Zofii nr 1295 z XV wieku:

[Ofiary składa] lud słowiański wiłom i Mokoszy, D[z]iwie, Perunowi, Chorsowi, rodowi i rodzanicy, upiorom i brzeginiom, i Perepłutowi, i wiercąc się przepijają do niego z rogów […] Spartańska krew ofiarna z ich ran jest ich karą, a także jest używana do smarowania Jekate-bogini, która jest uważana za dziewicę. i Mokosz czczą i Kiłę i Malakiję to jest onanizm bardzo czczą to jest bujakinię […] takoż i Słowian doszło to słowo i ci poczęli ofiary kłaść Rodu i Rodzanicom, przed Perunem bogiem ich, ale po chrzcie św. odrzucili Peruna, a jęli się boga naszego Chrystusa, ale i teraz po ukrainach modlą się jemu, bogu przeklętemu, Perunu i Chorsu i Mokoszy i wiłom, to czynią tajemnie.

– Słowo świętego Grzegorza

Mansikka zauważa, że znaczenie terminu Dziwa jest nieznane. Być może jest to dosłowne tłumaczenie greckiego Δἰος (Dios), lub tekst należy czytać jako Mokoszy-Dziewie. Zdaniem Danilewskiego chodziło tu o Dziwa. Zubow komentuje, że istnieje również opinia uznająca Dziwę za żeńską wersję Dziwa, ale analizując tekst, dochodzi do wniosku, że bardziej poprawnym wariantem jest Mokoszy-Dziewie, pomimo oryginalnego Дивѣ (Dziwie), zamiast oczekiwanego *Дѣвѣ (Dziewie). Badacz przypisuje to nowogrodzkiemu pochodzeniu Kazania i faktowi, że w lokalnym dialekcie dźwięk [ѣ] może zmienić się w [i]. W ten sposób termin “Dziwa” staje się epitetem-definicją Mokoszy “według modelu hellenistycznego”, niezależnie od tego, czy Mokosz była dziewicą w oryginalnych przedstawieniach pogańskich. Na korzyść tej interpretacji, zdaniem naukowca, przemawia fakt, że pojęcie Dziwa nie jest wspomniane nigdzie indziej. Rybakow i Zubow definiują Jekate-boginię jako Hekate, uważając, że autor Kazania widział pewne paralele między Hekate i Mokoszą. Termin malakia jest pochodzenia greckiego i oznacza onanizm. Z jego sąsiedztwa z Mokoszą, Iljinski wnioskuje, że Mokosz była związana z aktywnością seksualną. Slawista Aleksander Brückner odrzucił utożsamianie Mokoszy z malakiją, gdyż z tekstu wynika, że są to dwie różne rzeczy. Według Mansikki “i Mokosz czczą i Kiłę” jest wstawką dokonaną na podstawie współbrzmienia Mokoszy z malakiją. Słowo Kiła Danilewski dosłownie tłumaczy jako “przepuklina”, ale sam uważa, podobnie jak wielu innych badaczy, że bardziej prawdopodobne jest uznanie go za zniekształcone słowo wiła. Galkowski postrzegał bujakinię jako wiły, które kojarzył z Mokoszą. Termin bujakini jest kojarzony przez Klejna ze słowami buj, bujwiszcze, czyli “pohost”, “cmentarz”, a samo bujakini, jeśli nie jest to błąd kopisty, Klejn rozumie jako uczestników obrzędów pogrzebowych, którzy praktykowali orgiastyczne rytuały. W rekonstrukcji Klejna Perun był umierającym i zmartwychwstającym bogiem, a te gry były świętym dramatem wskrzeszania martwego boga lub jego wcielenia, a celem bujakini nie był onanizm, ale ekstrakcja nasienia do celów rytualnych. Danilewski zwraca jednak uwagę, że w greckim oryginale jest napisane “ku czci błogości i nieustraszoności”, gdzie to ostatnie słowo zostało przetłumaczone jako bujestʹ “odwaga”, a forma bujakini pojawiła się tylko w wyniku współbrzmienia (w stosunku do malakini). Aniczkow uważa, że tekst składa się z późnych wstawek.
Filolog Nikołaj Tichonrawow w czwartym tomie Letopisi russkoj litieratury i driewnosti przytacza tekst Wopros, czto jestʹ triebokładienje idolskoje w moskiewskim rękopisie synodalnym nr 954 z XIV wieku, karta 33, Galkowski nie znalazł tego tekstu i doszedł do wniosku, że albo Tichonrawow się pomylił, albo numery rękopisów zostały zmienione. Fragment:

Nie mówi do pogan, ale do wieśniaków. Wielu chrześcijan stawia posiłki bożkom i napełnia kubki demonom. Kim są ci bożkowie? Pierwszym bożkiem jest rodzanica. O nich mówi wielki prorok Izajasz, wołając donośnym głosem: O, biada tym, którzy stawiają posiłek rodzanicom i napełniają kubki demonom! Drugi (posiłek) jest podawany wiłom i Mokoszy, a nie modlą się otwarcie, ale potajemnie wzywają bałwochwalcze kobiety; i nie tylko biedni ludzie, ale także żony bogatych mężów. Używanie troparu świętej Bogurodzicy podczas bałwochwalczego posiłku jest bardzo złe.

– Wopros, czto jestʹ triebokładienje idolskoje

Językoznawcy Władimir Toporow i Wiaczesław Iwanow wyróżniają kategorię czcicieli bożków jako kapłanki Mokosz, ale z kolei Zubow konkluduje: tekst jest nawiązaniem do Słowa Izajasza, a wiły i Mokosz są wstawką kontaminacyjną bliską Kazania Grzegorza.
Dzieło Słowo Chryzostoma o tym, jak pierwsi poganie wierzyli w bożki jest kompilacją i opiera się w szczególności na Słowie Grzegorza. Generalnie tekst ten datuje się na XIII wiek, a historyk Igor Danilewski datuje go na koniec XI wieku, i jest znany z rękopisu z katedry św. Zofii z Nowogrodu Wielkiego nr 1262 z XIV-XV wieku i innych kopii. Fragment według najstarszego z nich:

Biada wam, […] ludzie, którzy przez (swoje) zaniedbanie zapomnieli o bojaźni Bożej, odstąpili od chrztu i zwrócili się do bożków, i zaczęli czcić błyskawice i grzmoty, i słońce, i księżyc, i innych – Perunu, Chorsu, wiłom i Mokoszy, upiorom i brzeginiom, których liczą trzydzieści sióstr, a inni w Swarożyca wierzą i w Artemidę, którym głupi modlą się i koguty im rżną

– Słowo Chryzostoma o tym, jak pierwsi poganie wierzyli w bożki

W Żywocie Prologowym Włodzimierza zachowanym w bułgarskim najstarszym spisie z XIII w. po opowieści o chrzcie Włodzimierza w Chersonezie jest powiedziane: “I przybył do Kijowa, bijąc bożków: Peruna, Chursa, Dażboga i Mokosz i innych bożków”. Praca sięga do Powieści minionych lat.
W Kodeksie Hipackim pod datą 1071 r. czytamy, że “w tym samym czasie” w Kijowie pojawił się mag, któremu ukazało się pięć bóstw. Twierdził on, że w ciągu pięciu lat Dniepr zacznie płynąć wstecz, a ziemia ruska “przejdzie” w ręce Greków. Badacze utożsamiali te bóstwa z panteonem kijowskim, w którym ich zdaniem było ich sześć. Wyjaśniając tę sprzeczność, Aniczkow wykluczył Mokosz z tej listy, gdyż uznał ją za bóstwo zapożyczone. Łowmiański również odrzucił Mokosz, ponieważ był zdania, że pierwotnie była demonem i została dodana później do panteonu Włodzimierzowego, Rybakow – Simargła. Wasiljew tłumaczy to faktem, że Dadźbóg nosił podwójne imię Dadźbóg-Chors. Pietruchin uważa jednak, że przepowiednia Mędrców w Kijowie nie jest spowodowana śladami pogaństwa, ale wydarzeniami z lat 1068–1069, kiedy zbuntowani chłopi zagrozili książętom, że spalą miasto i udadzą się do ziemi greckiej. “Pięciu bogów” to pięć planet, do których astrologicznego położenia odnosił się mag.
W annalistycznym wydaniu Opowieści o bitwie Mamaja, napisanym być może na początku XV wieku, opisano klęskę Mamaja: “Bezbożny […] król Mamaj, widząc swoje zniszczenie, zaczął wzywać swoich bogów: Peruna, Salawata, Mokosza i Gursa”. W głównych i najbardziej rozpowszechnionych wydaniach Opowieści bóg Mokosz jest nieobecny. Wasiljew zauważa, że lista bogów jest najbardziej zbliżona do ich listy w Słowie niejakiego Chrystolubca. Tutaj forma imienia Mokoszy jest podana w rodzaju męskim.

### Źródła z XVI-XVII wieku

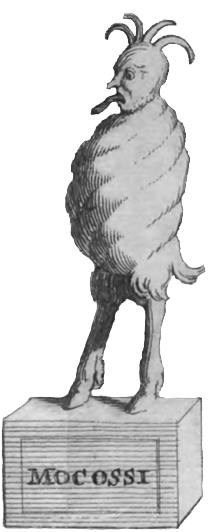
Chrześcijańskie, propagandowe przedstawienie Mokoszy, Georg A. Schleusing, La Religion ancienne et moderne des Moscovites, 1698

Istnieją polskie kroniki odnoszące się do wschodniosłowiańskiego pogaństwa i wspominające o Mokosz, ale badacze uważają je za wtórne, ponieważ opierają się na źródłach staroruskich. W XVI-wiecznym dziele De origine et rebus gestis Polonorum libri XXX autorstwa historyka Marcina Kromera, Mokosz wymieniana jest wśród innych bogów jako Mocosi. W Kronice historyka Macieja Stryjkowskiego, wydanej w 1582 r., na liście bogów, których imiona są przekazywane w zniekształconej formie, Mokosz jest odzwierciedlona jako Makosz. Mansikka zauważa, że sama kronika została opracowana na podstawie innych polskich źródeł i zawiera “pewne fantazje i fabrykacje”.
Zgodnie z jednym z pytań konfesjonału w Regule świętego Sawy z XVI wieku, kapłan musiał zapytać: “Czy błądziłaś z babami bezbożnymi i modliłaś się do wił i rodu, i rodzanic, i Perunu, Chorsu, Mokoszu, piłaś i jadłaś?”. Za wspomniany grzech nałożono trzy lata pokuty z pokłonami. Według Aniczkowa, wzmianka o Perunie, Chorsie i Mokoszy została dodana jako wstawka. To samo pytanie zostało zawarte w dziele K posledowaniju i ispowiedaniju kniaziem, bojaram i wsiem prawosławnym christianam duchownym otcom z początku XVI wieku, gdzie za pozytywną odpowiedź na to pytanie nałożono dwa lata pokuty. Szesnastowieczny Chudom nomokanunce pyta: “Czy nie chodziłasz do Mokuszy?”. Wielu badaczy uważa, że pod pojęciem Mokusza kryje się znachorka. Aniczkow wyjaśnił to za pomocą słowa mokszytʹ – “błagać, skomleć”, zmienionego na “zaklinać”, “wyczarowywać”. Według etnografa Jełpidifora Barsowa, w posiadanym przez niego Chudom sielskom nomokanunce pytanie brzmiało: “Czy nie chodziłasz do Mokoszy?”. Szachmatow powołuje się na niepublikowane Słowo o początku ziemi ruskiej w XVI-wiecznym spisie Muzeum Rumiancewa nr 358, gdzie znajduje się fraza “i książę Włodzimierz przybył, aby zmiażdżyć bożków Mokosz i innych”.
Dzieło ze zbioru pochodzącego z XVI wieku, które wydawca Sriezniewski nazywa Pouczaniem duchowym dzieci, a historyk Dmitrij Szepping Słowem świętego Jana Złotoustego, zawiera następującą instrukcję:

Ukrywajcie się przed Bogiem niewidzialni, ludzie modlący się do rodu i rodzanic, Perunu i Apolinu, i Mokoszy i przegini i nie zbliżajcie się do żadnego boga, ani do żadnych plugawych ofiar.

Mansikka uważa, że imiona postaci mitologicznych pochodzą z pewnego dzieła potępiającego pogan, bliskiego Słowu świętego Grzegorza.
Rozdział O bożkach Włodzimierza z rękopisu Piskariowskiego nr 153 z końca XVII wieku wymienia posągi zainstalowane przez Włodzimierza. Praca ta nie jest oryginalna i starożytna, ponieważ jej podstawą był rozdział O bożkach z Synopsisu kijowskiego, prawdopodobnie stworzonego przez historyka Innocentego Gizela. Rozdział O bożkach Włodzimierza jest zbliżony w treści do tekstu O bożkach ruskich w Latopisie Hustyńskim z 1670 r. Oba rozdziały zostały napisane pod wpływem polskich kronik i zawierają imiona bogów w zniekształconej formie. Fragment rękopisu Piskariowskiego nr 153:

Także innych bożków wielu było, z imienia Outlad albo Oslad, Korsza albo Chors, Daszuba lub Dażb, Striba albo Stribog, Simargla albo Simurgł, i Makosz albo Mokosz; im, demonom, ciemni ludzie, jak bogu, ofiary i pochwały składali. Obrzydliwość ta panowała w całym państwie Włodzimierza.

Latopis Hustyński podobnie wymienia bogów, w tym Mokosz. Mansikka pisze, że te kroniki są bardziej szczegółowe niż oryginalne i stwierdza, że skrybowie zdecydowali się uzupełnić je własnymi notatkami i wstawkami. Wszystkie trzy dzieła ostatecznie wracają do Powieści minionych lat.
W Słowie ze Świętej Ewangelii w rękopisie nr 784 z Ławry Troicko-Siergijewskiej wymienia się grzechy ciała i duszy. Wśród grzechów duszy wymienia się:

Uczyć się astronomii i wierzyć w rzucanie [zaklęć] i w fałszywe pisma, i w helleńskie księgi, i w baśnie, i w ustriacu, i w Mokosz, i w snosudiec, wróżenie przez ptaki, w grom i w kolędnik, i we wszystkich martołoi potępionych, którzy czynią złe dni i godziny.

Istnieje wariant, gdzie w miejscu Mokoszy znajduje się słowo kosz ‘los’, według Rybakowa słowo Mokosz zamiast kosz było jedynie błędem skryby, a słowa snosudiec, ustriacu i martołoi tłumaczy kolejno jako ‘sennik’, ‘wróżba’ i ‘astrologowie’. Aniczkow uznał słowa ustriaca i Mokosz za wstawki.
W Ukraińskim żywocie Włodzimierza z XVII wieku wśród listy jego bogów Mokosz jest zapisany jako Moksza. Siedemnastowieczny Ukraińskim prologowym żywocie Włodzimierza z rękopisu nr 325 Muzeum Rumiancewa opowiada o tym, jak Włodzimierz pobił swoich bogów, wśród nich bóstwo Mokosz, i zatopił ich w Dnieprze. Dzieło to, podobnie jak Żywocie Prologowym Włodzimierza, pochodzi z Powieści minionych lat.

### Możliwe źródło łacińskie
Gesta regum Anglorum to kronika napisana w latach dwudziestych XII wieku przez angielskiego mnicha benedyktyńskiego, Williama z Malmesbury. William nigdy nie podróżował poza Anglię, ale osiągnął pozycję bibliotekarza i preceptora w swoim opactwie Malmesbury, znanym od XI wieku ze swojej biblioteki i jako jedno z głównych centrów wiedzy swoich czasów. Ponadto William odwiedził inne klasztory na wyspie. W drugiej księdze Wilhelm opisuje panowanie germańskiego cesarza Henryka III, który rządził w latach 1039–1056. Fragment:

Obdarzony był cesarz wieloma wielkimi cnotami i był o wiele bardziej wojowniczy niż wszyscy jego poprzednicy, ponieważ podporządkował sobie Windelików i Luciców oraz inne plemiona, które graniczyły ze Swebami, a są to jedyne ludy wśród obecnie żyjących, które zachowują swoje pogańskie przesądy do dnia dzisiejszego. Saraceni i Turcy czczą Boga Stwórcę i uważają, że Mahomet nie jest bogiem, ale jego prorokiem. Windelikowie czczą Fortunę, której bożka umieszczają w najbardziej widocznym miejscu, a w jego prawej ręce umieszczają róg wypełniony napojem, który nazywamy miodem pitnym, zrobionym z wody i miodu. Święty Hieronim, w swojej księdze 18 o Izajaszu potwierdza, że Egipcjanie i prawie wszystkie ludy Wschodu robiły to samo. Dlatego ostatniego dnia listopada siadają w kręgu i piją razem; a jeśli znajdą pełny róg, klaszczą z wielkim wzruszeniem, ponieważ w przyszłym roku będzie wielka obfitość dla wszystkich z powodu pełnego rogu; jeśli jednak znajdą coś przeciwnego, płaczą. Henryk uczynił tych ludzi poddanymi w taki sposób, że we wszystkich ceremoniach, w których nosił koronę, czterech ich królów niosło na ramionach, za pomocą czterech kijów biegnących przez pierścień, garnek, w którym gotowano mięso.

W rzeczywistości Henryk III nigdy nie podbił konfederacji Luciców. Ich podbój miał miejsce za panowania Henryka IV pod regencją jego matki i wdowy po Henryku III, Agnieszki z Poitou. Niemieckie źródło z połowy XI wieku, z którego Wilhelm korzystał do opracowania rozdziału o Henryku III zostało, według Łuczyńskiego, utracone. Religioznawca Oleg Kutariew uważa, że tekst pochodzi z kroniki O różnorodności czasów (łac. De diversitate temporum) Alberta z Metz, ale nie ma tam wzmianki o kulcie Fortuny. Wiadomość o czczeniu Fortuny z Gesta regum Anglorum powtarza się w Kronice Alberyka z Troyes-Fontaine z połowy XIII wieku oraz w wielu innych źródłach.
Z tekstu wynika, że Wilhelm opisuje Słowian połabskich, ale wspomniani Windelikowie to nazwa celtyckiego plemienia z czasów Imperium Rzymskiego. Według historyków Romana Zarowa i Leszka Pawła Słupeckiego, odnoszą się one do Wendów, ogólnego terminu dla Połabian. Wilhelm mógł pomylić te dwa terminy przez współbrzmienie lub, ze względu na swoje wykształcenie, próbował połączyć te dwie grupy etniczne. Ponadto Windelikowie może odnosić się do słowiańskiego plemienia Wolinian. Badacze próbowali określić dokładniejsze pochodzenie etniczne Windelików Wilhelma. Według Zarowa, ponieważ tekst zawiera podział na Windelików i Luciców, sugeruje to, że Windelikowie byli Słowianami połabskimi innymi niż Lucice. Zarow wyklucza Łużyczan i Obodrytów z powodów historycznych, a jedynym możliwym kandydatem na miejsce Windelików pozostają Rujanie. W interpretacji Słupeckiego Wilhelm przypisywał kult Fortuny wszystkim Połabianom, a spośród nich znał tylko Luciców. Za tym, że Windelikowie odnosili się do Luciców może przemawiać zarówno fakt, że Henryk III walczył tylko z nimi, jak i wzmianka o czterech królach, co jest echem czterech plemion tworzących sojusz Luciców. Termin Windelikowie mógł oznaczać nie tyle Wenedów, co Wieletów, wcześniejszą nazwę Luciców, co wskazuje na pleonazm stylistyczny w tekście, a wspomniany obrzęd może odnosić się do praktyk świątyni Luciców w Radogoszczy.
W Gesta Danorum Saxo Grammaticusa z końca XII wieku czytamy o kulcie Świętowita, gdzie podobny rodzaj wróżenia z alkoholem w rogu służył do przepowiadania zbiorów w nadchodzącym roku. Wróżeniu towarzyszyła uczta po żniwach, czyli jesienią. Istnieje kilka drobnych różnic w opisie wróżbiarstwa Saxo i Williama. Na przykład William mówi o używaniu miodu pitnego (łac. hydromellum), podczas gdy Saxo podaje nierozcieńczone wino (łac. merum). Biorąc pod uwagę rzadkość wina na wybrzeżach Morza Bałtyckiego, bardziej prawdopodobne jest, że Połabianie używali miodu pitnego, a nie wina w swoich rytuałach. Wzmianka Saxo o winie może być zatem fałszywa, ale jednocześnie wino było znane dalej na północ. W każdym razie, obaj autorzy opowiadają o wróżeniu za pomocą rogu z alkoholem, aby przewidzieć zbiory i towarzyszyła temu uczta. Zasugerowano, że Saxo mógł zapożyczyć opis wróżby Williama, ale nie ma dowodów na to, że Saxo czytał Gesta Danorum. Oba teksty różnią się stylistycznie. Tak więc oba źródła potwierdzają autentyczność wróżenia za pomocą rogów u Słowian zachodnich, która rozwinęła się nie później niż w X wieku. Tekst Saxo, według Zarowa, potwierdza interpretację Windelików jako Rujan.
Pomimo podobieństwa rytuałów, teksty wymieniają różne imiona bóstw. Możliwe, że ponieważ Świętowit był związany z wróżbiarstwem, podobnie jak rzymska Fortuna, ze względu na to skojarzenie William zastąpił jego imię w ramach interpretatio romana. Z drugiej strony Fortuna ma płeć żeńską i mogło chodzić o słowiańską boginię. Dowody z religii porównawczej pokazują, że wróżenie było bardziej domeną bogiń niż bogów.
Językoznawca Michał Łuczyński uważa, że zamiana imienia słowiańskiej bogini nastąpiła z powodu obcości i niezrozumiałości „języka barbarzyńców“ i odrzuca interpretację Fortuny jako Świętowita, a Windelików jako Rujan, o których nie wspomina Gesta regum Anglorum i z którymi cesarz nie miał żadnych kontaktów politycznych. Badacz popiera ideę, że Windelikówowie byli sojuszem Wieletów, ale zaprzecza korelacji opisanego rytuału agrarnego ze świątynią w Radogoszczy. Miasto było odizolowane, położone w niedostępnym terenie i wyspecjalizowane militarnie. Znaczenie tego rytuału polegało na pytaniu bogini o przyszłoroczne zbiory, co odbywało się za pośrednictwem wody. Dużo wody oznaczało obfite deszcze, mało wody oznaczało suszę. Jej wyznawcy prawdopodobnie wierzyli, że bogini kontroluje wodę, trzymając ją w dłoni, co pozwala interpretować Fortunę jako uraniczne bóstwo pluwialne – Mokosz. Istnienie kultu tej bogini w tej części Słowian potwierdzają dane toponimii. Podobieństwo rytuałów Fortuny i Świętowita wskazuje na mitologiczną łączność bogów opiekujących się deszczem i obfitością. Prawdopodobnym źródłem, które wpłynęło na Williama, jest wczesnochrześcijańskie dzieło Diversarum hereseon liber autorstwa Filastriusza, które opowiada o heretykach czczących boginię Tanit, „Królową Nieba” w Afryce Północnej. Ta bogini uraniczna jest określana przez Filastriusza jako „Niebiańska Fortuna”. Ta charakterystyka mogła posłużyć do zastąpienia imienia Mokosz.

## Próby rekonstrukcji
Slawista Grigorij Iljinski doszedł do wniosku, że dawne ruskie źródła nie dostarczają żadnych informacji, z wyjątkiem imienia Mokoszy. Jego zdaniem, równie mało wiarygodne i wyjaśniające są ślady toponimiczne, a niektóre wnioski na temat natury bogini można wyciągnąć jedynie na podstawie folkloru i dowodów etnograficznych. Następnie filolog Aleksandr Strachow napisał, że cechy Mokoszy, podobnie jak reszty pogańskiego panteonu, znane są “nie ze źródeł średniowiecznych, ale z licznych rekonstrukcji i spostrzeżeń uczonych-belerystów XIX–XX w.”

### Wczesne badania
We wczesnej literaturze naukowej Mokosz była rozpatrywana na różne sposoby: slawista Piotr Priejs porównywał Mokosz z Astarte, slawista Lubor Niederle zbliżał ją do Afrodyty. Etnograf M. Nikiforowski uważał ją za boginię wiatrów i wody. Według historyka Dmitrija Szeppinga funkcje Mokoszy zostały przeniesione na świętego Eliasza, ponieważ jest on nazywany “mokrym”. Slawista Nikołaj Galkowski założył, że skoro Mokosz jest wymieniana razem z wiłami (które, jego zdaniem, w tekście Słowie Grzegorza nazywane są bujakini), to sama Mokosz była jedynie duchem zmarłego zamieszkującym wodę. Archeolog Aleksandr Wielikanow, odwołując się do sanskrytu, doszedł do wniosku, że Mokosz i Simargl to jedno i to samo bóstwo. Slawista Vatroslav Jagić w ogóle nie uważał jej za bóstwo. Folklorysta Alexander Krappe zbliżył Mokosz do biblijnego Molocha. W Historii Rosji historyk Wasilij Tatiszczew stwierdził: “Mokos, bóg bydła”. Galkowski twierdził, że Czesi mieli bóstwo deszczu i wilgoci o podobnym imieniu, któremu składali modlitwy i ofiary w czasie dotkliwej suszy. Archeolog Boris Rybakow zauważa, że Galkowski nie odnosi się do źródła tej informacji. W 1839 r. etnograf Żegota Pauli twierdził, że Czesi i Morawianie mieli bóstwo zwane Makosla, Makosz, Mokosz, czczone przez nich w czasach suszy. Porównywał on to bóstwo do Mokoszy, jednocześnie odnosząc się do niej jako Mokta lub Moksza i uważał je za to samo bóstwo deszczu.

### Mokosz a Mokusza i Mokosza

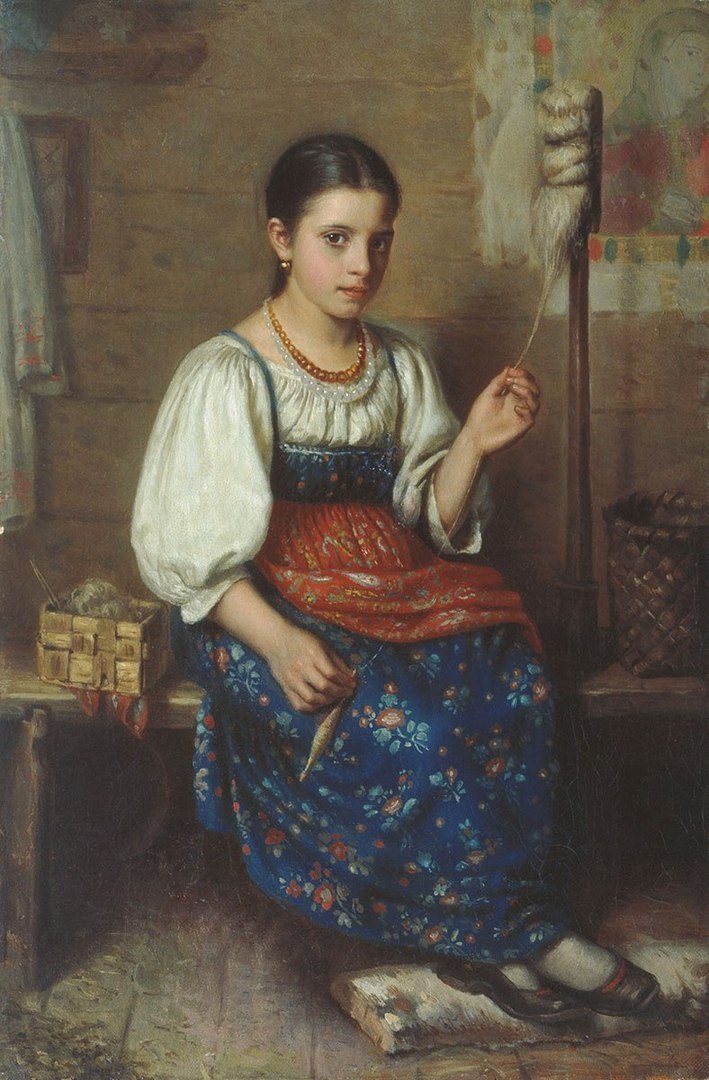
“Prządka”. Portret chłopki autorstwa rosyjskiego malarza Nikołaj Dubowski, lata 70. XIX wieku

Zgodnie z danymi etnograficznymi przeprowadzono rekonstrukcję funkcji bogini. Pod koniec XIX wieku w czasopiśmie „Żywaja starina” etnograf Michaił Gierasimow opublikował dane etnograficzne dotyczące powiatu czerepowieckiego, w których odnotowano wierzenia wsi o demonie i domowiku pod imieniem Mokoszá. Później Gierasimow zaprzeczył, jakoby Mokosza była domowikiem. Mieszka ona w każdej chacie w babim kącie i wyobrażana jest jako kobieta z dużą głową i długimi rękoma. Mokosza lubi w nocy prząść kądziele, pozostawione przez kobiety bez modlitwy. Dlatego we wsi Bolszoj Dwor w Dmitrowskiej Wołosti istnieje zakaz: “Nie zostawiaj kużlu, bo Mokosza go rozkręci”. Etnograf Jełpidifor Barsow przekazał informacje z guberni ołonieckiej o wierze w ducha zwanego Mókusza, który chodzi wśród ludzi w okresie Wielkiego postu, przędąc nocą wełnę i strzygąc owce. Kiedy niestrzyżone owce wyskrobują z siebie nadmiar wełny, mówi się: “Oj, Mokusza strzygła owce”. Gdy śpią, a wrzeciono “warkocze”, mówi się: “Mokusza przędła”. Kiedy Mokusza wychodzi z domu, może trzasnąć wrzecionem w pryczę i belkę. Ofiara dla niej polegała na włożeniu kawałka wełny do nożyc na noc. Jeśli Mokusza nie będzie zadowolona, może obciąć kilka włosów gospodyniom. Ten wizerunek siły nieczystej odpowiada kikimorze, której przedstawienia są rozpowszechnione głównie na Rosyjskiej Północy i która jest czasami rozumiana jako domowik. Opisywana jest jako brzydka kobieta, której głównym siedliskiem jest dom. Używa przedmiotów do wydawania dźwięków i działa w nocy, gdy ludzie śpią. Odstrasza ją modlitwa. Głównym zajęciem kikimory jest szkodzenie domownikom i przędzenie. Potrafi strzyc owce, ale robi to źle i można ją udobruchać specjalną ofiarą. Wiele innych mitologicznych postaci ludowego chrześcijaństwa jest związanych z przędzeniem: święta Barbara, Bogurodzica, Paraskiewa Piatnica, nocnica i rusałka. W szczególności rusałka mogła być nazywana мókusz; demony mógły być nazywane mokosz, mokusz. W guberni jarosławskiej “gospodarczy, kłopotliwy człowiek” mogła być określana jako mokoszá, podczas gdy w guberni wiackiej “robotny człowiek” był nazywany sziszimory. Kikimora była również znana w guberniach nowogrodzkiej i wołogodzkiej jako mokrucha, ponieważ pozostawiała mokry ślad w miejscu przędzenia. Według nowogrodzkich wierzeń ludowych, „Mokusz będzie ssać i kądziel będzie mokra”, co koreluje z innym ludowym wierzeniem: dziewczęta musiały skończyć pracę przed świętami Bożego Narodzenia, w przeciwnym razie „kikimora nasika w kądziel”. Istnieją inne zapisane zwroty etnograficzne folkloru nowogrodzkiego: „Trzymaj się z dala od tego miejsca, tu jest mokusz”, „ognisty domowik mokosz wlatuje do komina dachu czarowników i przynosi im rzeczy”. Mokosz jest wymieniana w regionie permskim jako imię demona.
Opierając się na współbrzmieniu imion, Gierasimow i Barsow stwierdzają, że Mokosz, Mokusza i Mokosza są tożsame. Propozycja ta została poparta przez wielu innych badaczy, którzy przypisywali Mokoszy różne funkcje: miłość, narodziny, związek z nocą, przędzenie, hodowlę owiec i kobiecą sferę. Wśród nich byli językoznawca Max Vasmer i historyk Leo Klejn. Sam Barsow uważał, że Mokosz była związana z hodowlą owiec, wełną, przędzą, kobiecymi warkoczami i ogólnie z kobiecą strefą i że była towarzyszką Welesa. Według Iljinskiego, jest to bogini przędzenia, tkania i innych prac domowych oraz patronka swatania, małżeństwa i stosunków seksualnych, “tkająca”, czyli łącząca kochanków. Językoznawca Władimir Toporow, próbując wyjaśnić podobieństwo do kikimory, argumentował, że doszło do demonizacji bogini, co sprowadziło ją do poziomu kikimory. Filolog Nikołaj Zubow zbliżył Mokosz i kikimorę poprzez drugi element w nazwie tej ostatniej: -mora, który, jak uważa, sięga do prasłowiańskiego rdzenia ‎*mor- i może oznaczać “bagno, stojącą wodę”. Poprzez funkcje przędzenia i losu sugerowano związek z podobnymi bóstwami: germańskimi nornami, greckimi mojrami i bałtycką boginią Laimą. Zubow zasugerował związek Mokosz z księżycem, ponieważ w europejskim folklorze księżyc może być kojarzony z przędzeniem i prokreacją. Jego zdaniem, długoręczność jest związana z epitetem “długoręki” irańskich bogów i władców, księcia Jerzego Dołgorukiego i książąt czernihowskich, którzy mogli nosić ten przydomek. Marina Własowa sugeruje związek Mokoszy z rusałkami i Bogurodzicą, choć zauważa, że “trudno jest wystarczająco dokładnie scharakteryzować związek między wizerunkami [bogini] Mokoszy i [duchem] Mokoszy przędących w domu”.
Historyk Henryk Łowmiański i językoznawca Stanisław Urbańczyk dokonali odwrotnej rekonstrukcji, uważając, że Mokosz była pierwotnie demonem w X–XI wieku, a sam Nikon Pieczerski włączył ją do annalistycznego panteonu Powieści minionych lat jako wstawkę z powodu braku informacji o prawdziwych bogach. Zgodnie z pomysłem Łowmiańskiego, Nikon umieścił imiona bóstw otaczających go w Tmutarakanie, a także imię Mokoszy, która na ziemiach słowiańskich “cieszyła się wielkim szacunkiem jako demon”. Historyk Władimir Pietruchin wskazuje jednak, że Tmutarakan nie był źródłem pogańskiego synkretyzmu, pozostając miastem greckim i chrześcijańskim.
Filolog Jewgienij Aniczkow uważał, że imię Mokoszá jest pochodzenia ugrofińskiego. Imię Mokosza, według językoznawców Toporowa i Iwanowa, może być formacją odczasownikową od prasłowiańskiego *mok-oši-ti, rozumianego przez nich jako ‘krzątać się’, ale hipoteza ta nie została poparta i prawdopodobnie słowo to ma późniejsze rosyjskie pochodzenie.
Chociaż wielu badaczy połączyło rekonstrukcje etymologiczne i etnograficzne, kolejni badacze zauważyli, że nie odnoszą się one do siebie w żaden sposób. Łowmiański krytykował, że z tego powodu funkcja przędzenia nie może być główną.

#### Rekonstrukcja Łuczyńskiego
Łuczyński na podstawie informacji o „chodzeniu do Mokoszy” jako wyroczni lub wróżki, interpretuje Mokosz jako boginię losu i przeznaczenia. Potwierdzać to mają słowniki gwarowe, często rejestrujące frazę „chodzić do [wróżki]”. Rosyjskie powiedzenie Bóg nie Mokosz, czymś pocieszy, traktuje jako antytezę, tzn. Mokosz jest tą, która „pociesza”, tzn. daje szczęście, dobry los. Władać miała także pogodą, m.in. deszczem, jako przedłużenie władania nad losem. Przedstawienie Mokoszy w gwarach i dialektach Rosji (w tym w słownictwie starowierców) odzwierciedla związek bogini z narodzinami oraz wyznaczaniem losu noworodkowi. Ponadto Mokosz była związana z czynnościami gospodarskimi, kobiecymi; była patronką kobiet, prawdopodobnie w szczególności zamężnych kobiet, na co wskazywać ma informacja, że to zamężne kobiety chodziły do Mokoszy, co mogło wyrażać psychospołeczny kontekst kultu tej bogini. Na podstawie powyższych cech Łuczyński uznaje, że najbliższą odpowiedniczką Mokoszy była bałtyjska Laima – związana była z wodą, i losem (gdy Laima była na wzgórzu, przepowiadała dobry los, gdy była na bagnach, przy wodzie, miała przepowiadać zły los; w toponimii łotewskiej znajdują się hydronimy Lainuma-zers “jezioro Laimy”, lainuma-purvs “bagno Laimy”), wróżbami (kamień Rambynas, używany do przepowiadania przyszłości, był “domem” Laimy) oraz narodzinami dzieci i wyznaczaniem im losu. Jedyną funkcją Laimy, której nie ma poświadczonej dla Mokoszy, jest patronat nad rolnictwem.

### Porównanie z Paraskiewą Piatnicą

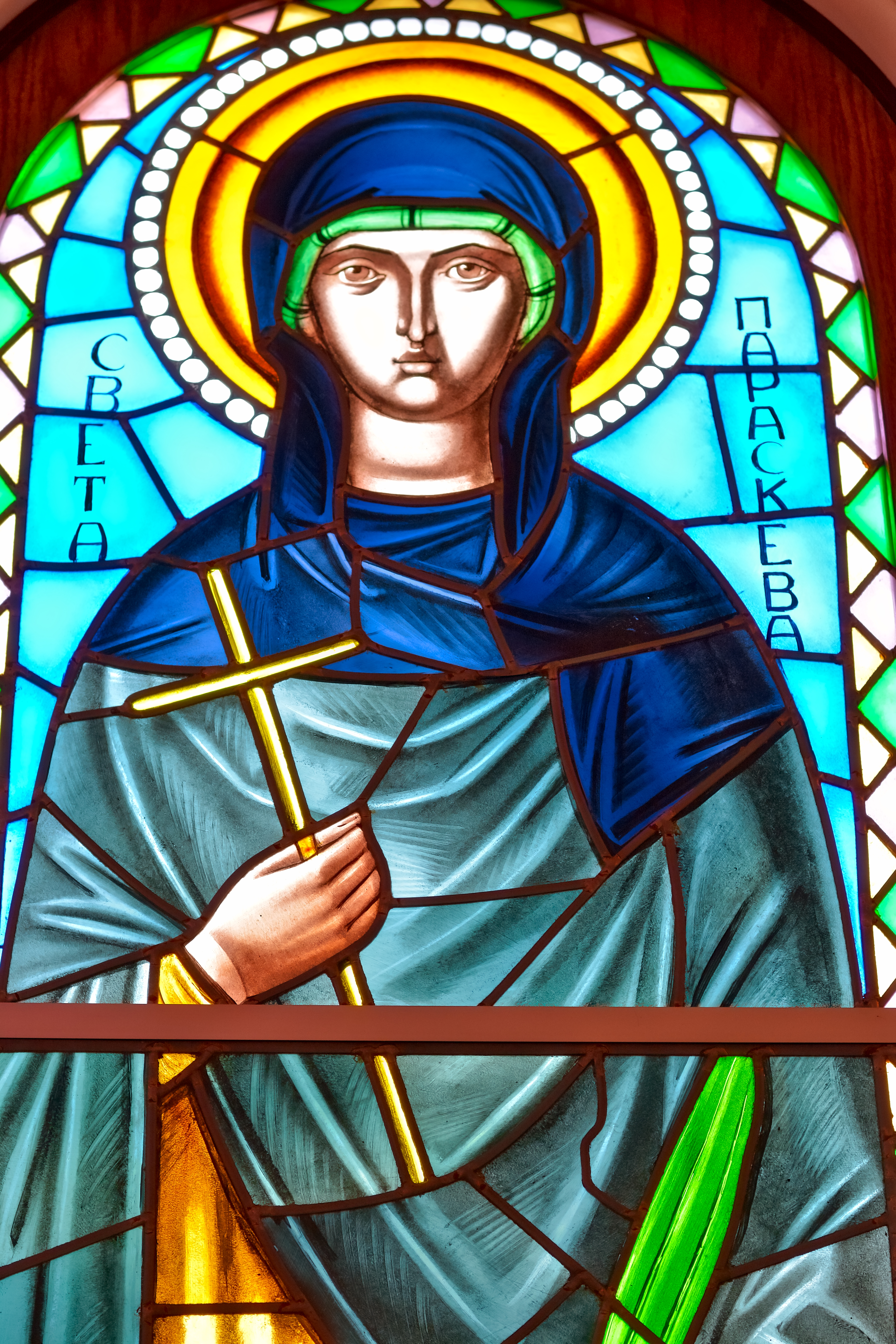
Według przestarzałej rekonstrukcji kult Mokoszy znalazł odzwierciedlenie w chrześcijańskim kulcie Paraskiewy Piatnicy. Witraż Paraskiewy Serbskiej z kościoła św. Jerzego w Smederevie

Później sugerowano, że Mokosz była związana z Paraskiewą Piatnicą: takie dni jak piątek i środa były związane z Męką Pańską i towarzyszył im post oraz ludowo-chrześcijańskie zakazy pracy, zwłaszcza pracy kobiet: zakaz przędzenia, szycia, prania, zmywania itp. Istniały również zakazy dotyczące dzieci i stosunków małżeńskich. Zakaz przędzenia rozciągał się na niedzielę i piątek, który na Polesiu nazywany był “krwawym dniem” i powszechnie uważany był za czas pechowy. W ludowym chrześcijaństwie piątek był personifikowany jako mityczna postać kobieca. Podobnie było ze Środą i Niedzielą. Personifikacje te spełniały te same funkcje co Piatnica. Zakazy motywowane były wieloma względami związanymi z krzywdą grożącą samej prządce, jej rodzinie, a także przodkom w zaświatach. Przykładowo, według wierzeń zapisanych na Polesiu, Piatnica pod postacią kobiety z rozpuszczonymi włosami będzie torturować tego, kto złamał zakaz, dusząc go we śnie. Według innego wierzenia, na “tamtym świecie” wrzeciona wejdą do ust i oczu. W różnych miejscach odnotowano również zakaz przędzenia we wtorek, czwartek i sobotę.
Mitologiczny Piątek został skorelowany z Paraskiewą Piatnicą, której kult rozwinął się z kultu świętych Paraskiewy z Ikonium i Paraskiewy Serbskiej, których imiona (z gr. Παρασκευή (Paraskeuḗ)) tłumaczy się jako ‘piątek’. Oprócz piątkowych zakazów i nakazów oraz związku z przędzeniem, Paraskiewa była związana z małżeństwem i rodzeniem dzieci, a także z leczeniem chorób i źródłami wody, z powodu których nazywano ją “matką ziemi i wody”. Istnieją legendy o pojawieniu się ikony Paraskiewy w źródle, po czym źródło stało się uzdrawiające. Składano jej ofiary, wrzucając do wody w Piątek Eliasza monety, wstążki, koszule, chusteczki, ręczniki lub owczą wełnę i nici. Przedmioty te można było wrzucać bezpośrednio do wody lub zostawić obok napisu “Matce Piatnicy na fartuch!”. Na Ukrainie XIX wieku odnotowano rytuał Mokrida, podczas którego do studni wrzucano kądziel. W tym rytuale Piatnica była reprezentowana przez kobietę z rozpuszczonymi włosami. Sama święta była ściśle związana ze studniami, na których można było umieszczać jej ikony.
Wśród badaczy rozpowszechnił się pogląd, że Mokosz w czasach chrześcijańskich została zastąpiona przez Paraskiewę Piatnicę, w związku z czym Władimir Toporow uważał, że Mokosz była popularna wśród kobiet w kolejnych wiekach po chrystianizacji. Sam dzień piątek zaczął być rozumiany jako dzień bogini Mokoszy na podstawie poświęcenia tego dnia Wenus przez Rzymian i Frigg przez Germanów. Badaczka-historyk Iw Lewin zauważa, że takie zbliżenie nie wytrzymuje krytyki, ponieważ elementy kultu Paraskiewy mają chrześcijańskie, a nie pogańskie korzenie, a sam kult znany jest na południu, w Serbii, Bułgarii, Grecji i Rumunii, podczas gdy w Mokosz znana jest tylko ze źródeł wschodniosłowiańskich. Najwcześniejsze staroruskie źródła mówią o Paraskiewie nie jako o patronce kobiet, ale jako o patronce kupców. Podstawą związku Paraskiewy z przędzeniem były przypowieści przedstawiające ją jako pannę. W nich uderza swojego dręczyciela ślepotą, a następnie go uzdrawia, czyniąc ją patronką osób cierpiących na choroby oczu. W XIV i XV wieku relikwie Paraskiewy spoczywały w Ternowie i Belgradzie, gdzie wiązano z nią lokalne źródła wody. Jedyną funkcją, która nie ma oczywistego chrześcijańskiego pochodzenia, jest patronat nad rodzeniem dzieci, ale według Lewin jest to naturalny dalszy rozwój funkcji patronowania pracy kobiet i uzdrawiania. Sam Kościół wspierał kult Paraskiewy, choć uznał jego ludową interpretację za “bogoburczą”, argumentując, że w środę i piątek nie należało zaprzestawać pracy, a jedynie pościć i powstrzymywać się od stosunków małżeńskich. Zbieżność Mokoszy z Paraskiewą odrzucają także filolodzy Aleksandr Strachow i Aleksandr Panczenko. Historyk Leo Klejn, krytykując koncepcję czwartku jako dnia Peruna, wskazuje, że Słowianie zapożyczyli siedmiodniowy tydzień od Rzymian i Bizantyjczyków, a ci z kolei z Bliskiego Wschodu, nazywając dni tygodnia na cześć planet i bogów im poświęconych przez oddalenie w systemie ptolemejskim, gdzie dzień poświęcony Wenus, piątek, był siódmym. Takie nazwy tygodnia zostały później zapożyczone i zinterpretowane przez Germanów. Cechy Paraskiewy, Wenus i Frei są przeciwstawne: Paraskiewa patronuje właściwemu zachowaniu kobiet, a nie aktywności seksualnej.

#### Teoria mitu podstawowego
Językoznawcy Władimir Toporow i Wiaczesław Iwanow stworzyli teorię mitu podstawowego, w ramach której zrekonstruowano prasłowiański mit o walce boga burzy z chtonicznym wężem. Pierwsze bóstwo było skorelowane z Perunem, drugie z Welesem, ale oprócz nich istniała także postać żeńska. Toporow uważa, że Mokosz była prasłowiańskim bóstwem i koreluje z nią tę postać. Przyczyną wrogości między bogami jest porwanie bydła, ludzi lub żony Peruna przez Welesa, a po pokonaniu Welesa strzałą, na ziemię spada obfity deszcz. Według Toporowa, Mokosz jest żoną Peruna, gdyż na listach bogów Perun otwiera listę, a Mokosz ją zamyka. Wskazuje on na związek czwartku jako dnia parzystego poświęconego Perunowi/Welesowi i dnia nieparzystego, piątku, jako poświęconego Mokoszy. W XIX-wiecznej ukraińskiej pieśni intymnej znajduje się odniesienie do związku Mokoszy z Pochwistem, którego Toporow rozumie jako Peruna jako boga związanego z wiatrami. Toporow i Iwanow poparli założenie Teodoliusa Witkowskiego, że toponimy Muukus i Prohn, znajdujące się w tym samym okręgu, skorelowane odpowiednio z Mokoszą i Perunem, mówią o związku bóstw. Podobnie, dokonano porównań toponimów Peryń i Mokošin Vrch, gdzie oba oznaczają wzniesione miejsce, z bałtyckimi toponimami Perkuno kalnas (“góra Perkuna”) i Laumes kalnas (“góra Laimy”), Laume dauba (“wąwóz Laimy”) z białoruskim Mokoszyno bołoto. Utożsamiając proroka Eliasza z Perunem, wskazują na istnienie w wierzeniach ludowych towarzyszki proroka, świętej Makryny, związanego z wilgocią i ostatecznie z Mokoszą. Aby udowodnić rozwiązłość Mokoszy, Toporow przytacza kilka podobieństw: związek Paraskiewy Piatnicy z Mokoszą mówi o rozwiązłości tej ostatniej, ponieważ Paraskiewę można było przedstawić z rozpuszczonymi włosami. Określenie mokosja jako określenie złej kobiety zostało przez niego skorelowane z Mokoszą. Jedno ze Słów przeciwko pogaństwu wspomina o Mokoszy, a wcześniej pojawia się pytanie o rozpustę z bezbożnymi kobietami. Piątkowe zakazy korelują z motywem kobiety, która straciła dzieci w wyniku naruszenia zakazów, w szczególności zakazu używania “ognia”, czyli wywaru z popiołu. W mitologii bałtyckiej istnieje mit o niebiańskim weselu, według którego bogini gwiazdy porannej Auszra jest cudzołożnicą. Następnie Toporow rekonstruuje związek Mokoszy z Welesem: czwartek był jego zdaniem także dniem Welesa i korelował z nieparzystym piątkiem. Mokosz dzieli z Welesem wspólne powiązania z wodą, wełną i motywem dołu. Na podstawie tego wszystkiego Toporow zrekonstruował mit o cudzołóstwie Mokosz z Welesem i późniejszym ukaraniu jej dzieci przez Peruna. Za zdradę Perun karze dzieci Mokoszy ogniem, ponieważ żywioł Mokoszy, woda, nie jest dla niej straszny. Poza tym, zdaniem Toporowa, nie jest wykluczone, że kult Mokoszy mógł cieszyć się szczególną czcią w Moskwie na podstawie semantyki toponimu i teonimu Mokoszy, a także na podstawie tego, że Moskwa po raz pierwszy jest wspomniana w kronikach w związku ze spotkaniem książąt 4 kwietnia w piątek. Zaproponowano utożsamienie Mokoszy z Babą Jagą i boginią Laimą poprzez jej funkcję panny.
Leo Klejn uważa tę teorię za naciąganą i opartą na spekulacjach i kwestionuje pomysł, że czwartek i piątek były dniami poświęconymi bogom. Związek między Mokoszą i Paraskiewą został odrzucony przez późniejsze badania. Henryk Łowmiański twierdzi, że sąsiedztwo Peruna i Mokoszy wynika z połączenia literackiego i nie ma wartości dowodowej. Cytowana przez Toporowa “ukraińska pieśń intymna” z XIX wieku to Opowieść o bogu Pochwiście, na podstawie której w kręgach naukowych powstała opinia, że “pamięć o Mokoszy w Ukrainie zachowała się do połowy XIX wieku”. Nawet naukowcy XIX wieku: Mykoła Kostomarow i Aleksandr Pypin odmówili uznania autentyczności tekstu. Filolog Andriej Toporkow uważa to dzieło za podróbkę stworzoną przez pisarza Ołeksandra Szyszackiego-Illicza. Religioznawca Andriej Bieskow komentuje, że Iwanow i Toporow wykazali się “zaskakującą łatwowiernością”, wierząc w autentyczność tekstu. Hipoteza o małżeństwie Mokoszy z Perunem, podobnie jak sama teoria głównego mitu, nie znalazła pełnego poparcia w środowisku naukowym. Historyk Roman Rabinowicz napisał, że funkcje Mokoszy świadczą raczej o możliwym związku małżeńskim z Welesem.

#### Rekonstrukcja Rybakowa

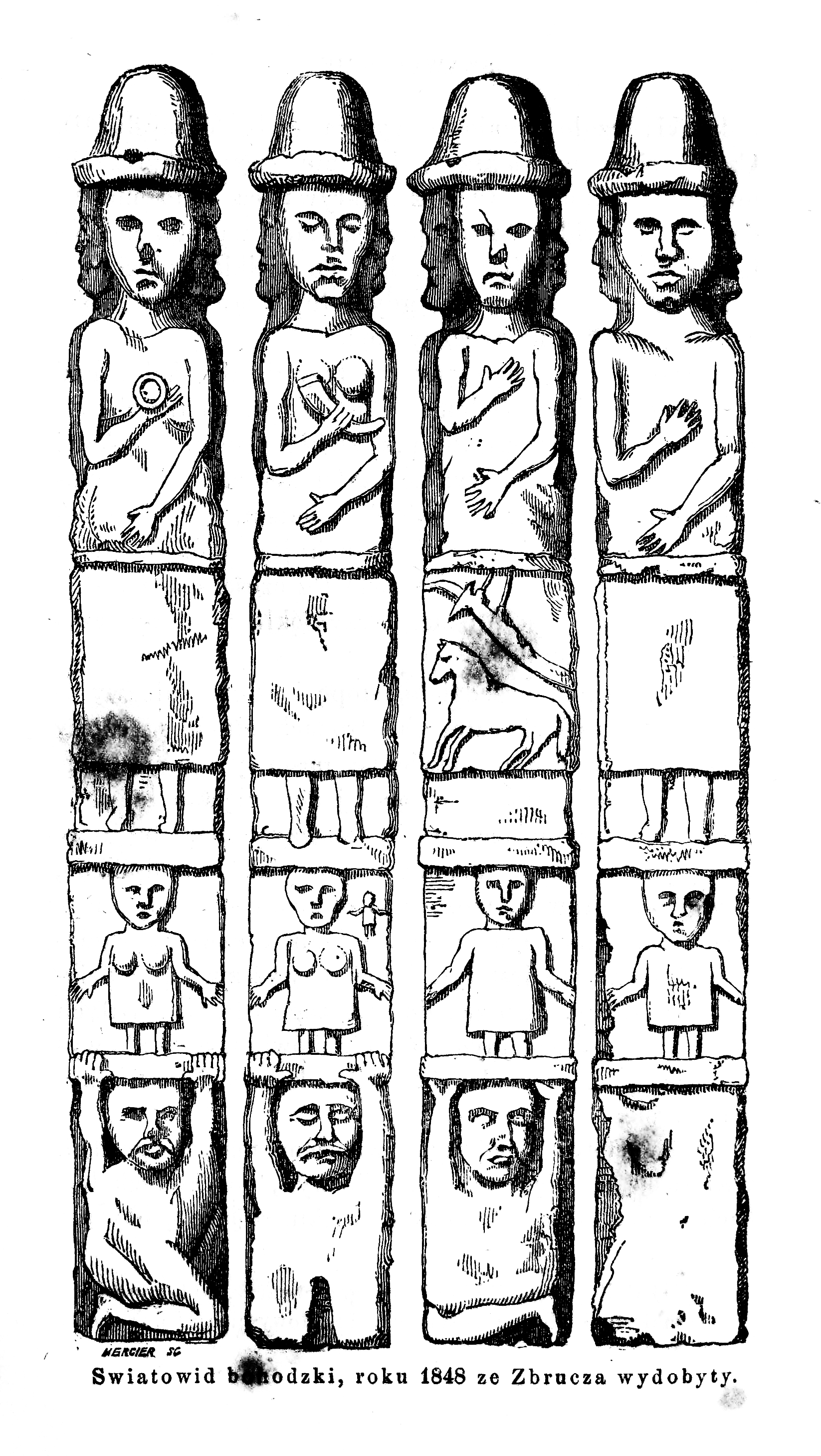
Zgodnie z interpretacją Rybakowa, idol ze Zbrucza rzekomo przedstawia Mokosz z rogiem w dłoni. Rysunek idola z 1853 r. z książki Joachima Lelewela

Archeolog Boris Rybakow poparł rekonstrukcję Mokoszy poprzez identyfikację z Paraskiewą i poprzez swoją etymologię, która jest fałszywa, wydedukował, że imię Mokoszy tłumaczy się jako “Matka losu, dobrych zbiorów”, ostatecznie charakteryzując ją jako boginię dziewiczą, boginię płodności, wody, patronkę pracy kobiet i dziewiczego losu. Uważa, że Mokosz jest identyczna z zachodniosłowiańską boginią Żywą i z Matką Wilgotną Ziemią i koreluje ją z wizerunkiem paleolitycznej Bogini Matki, twierdząc, że kult Mokoszy wywodzi się z epoki paleolitu. Na podstawie chrześcijańskiego apokryfu O dwunastu piątkach Rybakow dochodzi do wniosku, że w każdy piątek obchodzono święto Mokoszy. Wśród nich było specjalne dwanaście piątków w roku, z których najważniejszy przypadał na piątek 1–8 listopada.
Analizując Słowo Grzegorza, Rybakow napisał, że autor utożsamił Mokosz i boginię Jekate, identyfikując tę ostatnią jako Hekate. Argumentował, że zbliżenie nastąpiło na podstawie tego, że Hekate była rozumiana jako bóstwo związane z życiem pozagrobowym i była otoczona psami, podczas gdy jako Mokosz w źródłach sąsiaduje z Simargłem i wiłami, co Rybakow interpretował jako świętego psa związanego z plonami i rusałkami, tj. duszami zmarłych. Z tego wywnioskował, że kult Mokoszy odpowiadał “środkowej fazie kultu Hekate”, która była agrarna.
Rybakow uważał, że idol ze Zbrucza przedstawia Mokosz z rogiem w dłoni – jego zdaniem symbolem obfitości związanej z płodnością. Postać kobieca poniżej Mokosz w środkowym rzędzie, zgodnie z sugestią Leo Klejna, powinna być połączona z wizerunkiem powyżej. Nad jej ramieniem znajduje się mała postać, którą Klejn interpretuje jako dziecko, ducha lub duszę i na tej podstawie stwierdza, że duch ten nie jest w żaden sposób związany z funkcjami bogini według Rybakowa.
Istnieją hafty ludów ugrofińskich (Wepsów, Karelów, Iżorów), a także mieszkańców Rosyjskiej Północy z ornamentami w postaci antropomorficznych postaci z uniesionymi lub częściowo opuszczonymi ramionami, połączonymi ze zgeometryzowanymi drzewami, ptakami, końmi i jeźdźcami. Czasami postacie ludzkie są obramowane elementami przypominającymi budynki. Rybakow poparł przypuszczenie archeologa Lwa Dincesa, że na tych północnorosyjskich haftach postać między końmi reprezentuje Mokosz. Konstrukcje przedstawione na haftach Rybakow interpretuje jako świątynie pogańskie. Etnograf Grigorij Bazłow wskazuje na istnienie innych haftów, w których jego zdaniem postacie w centrum mają widoczną brodę, a to, co Rybakow wziął za sukienkę, interpretuje jako kaftan, dochodząc do wniosku, że postacie w centrum były mężczyznami. Był zdania, że niektóre z postaci mają widoczne męskie genitalia. Folklorystka Natalja Kozłowa napisała, że istnieją tylko dwa przykłady z męską postacią i odrzuciła opinię o męskich genitaliach, ponieważ “styl haftu jest konwencjonalny i schematyczny”, a zatem “nie daje podstaw do dokładnego przypisania szczegółów” . Klejn uważa, że postać w centrum przedstawia słońce i odrzuca proponowane przez Rybakowa identyfikacje postaci.

### Rodzina
Źródła nie wspominają o powiązaniach rodzinnych Mokoszy. Według Władimira Toporowa, Mokosz była żoną Peruna. Zgodnie z teorią mitu podstawowego stworzoną przez niego i Wiaczesława Iwanowa, Mokosz zdradziła Peruna z Welesem, a następnie została przez niego ukarana. Mit ten został jednak odrzucony przez późniejszych badaczy. Łuczyński, który również odrzuca słowiańską wersję mitu podstawowego zaproponowaną przez Toporowa jako błędną, również łączy Mokosz z Perunem. Dla hipotetycznego wczesnego prasłowiańskiego panteonu rekonstruuje Proto-Mokosz jako córkę Ziemi i Dziwa (Nieba), siostrę Usy (Świtu), Proto-Jarzyła (Gwiazdy Porannej), Mena (Księżyca) i Sula (Słońca). Dla późniejszego etapu rekonstruuje Mokosz jako żonę Peruna; oboje są rodzicami Marzanny i Jarzyły. Witkowski, na podstawie faktu, że wioski Prohn i Mukus, miały wywodzić swoją nazwę od Peruna i Mokoszy, znajdowały się zaledwie 2 kilometry od siebie, doszedł do wniosku, że wioski “muszą wskazywać na powiązania kultowe”.
Z drugiej strony, historyk Roman Rabinowicz napisał, że funkcje Mokoszy świadczą raczej o możliwym małżeństwie z Welesem.

## Neopogaństwo

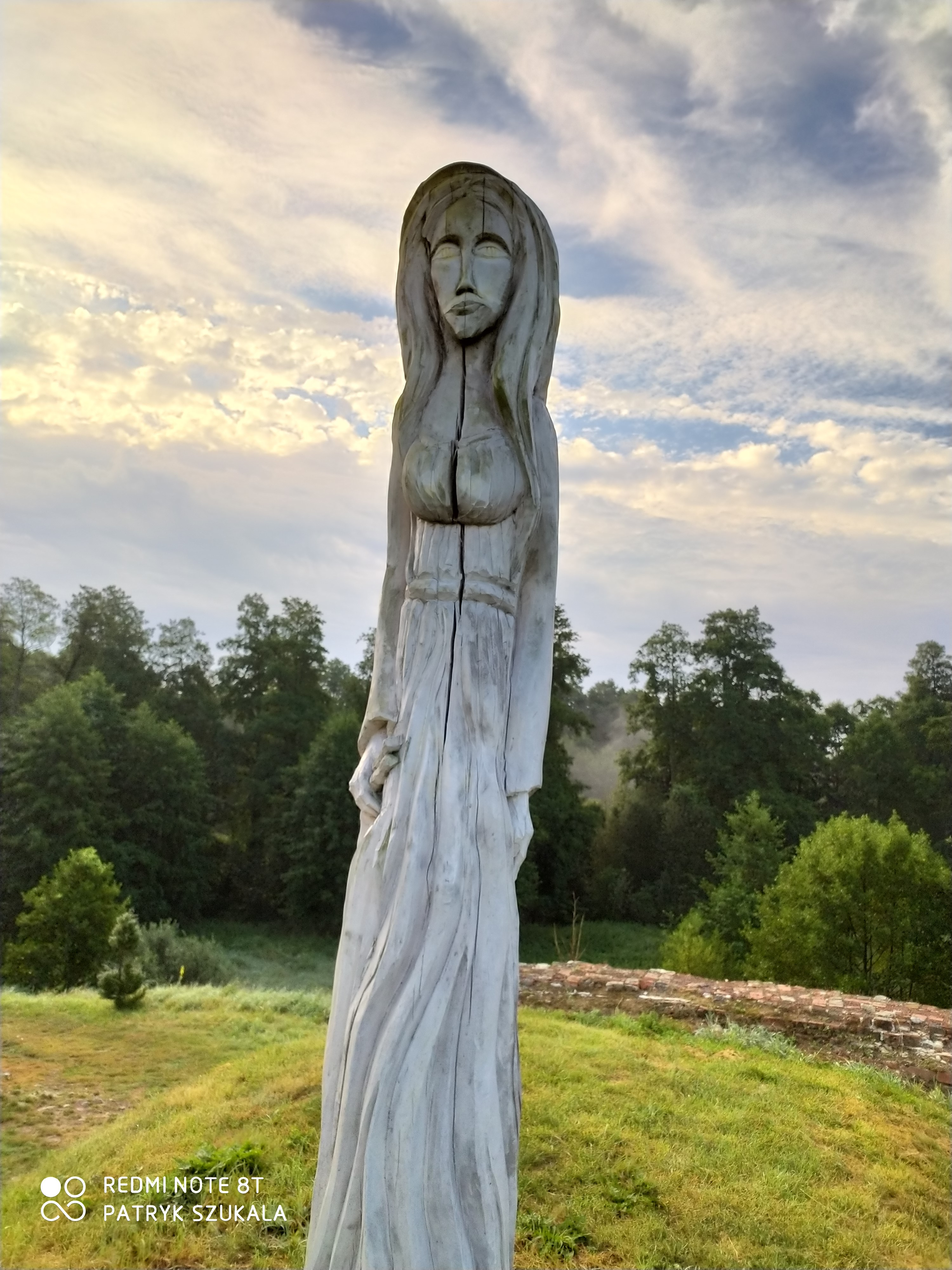
Posąg Mokoszy w Klasaku

Mokosz, znana również jako Makosz, jest czczona w słowiańskim neopogaństwie jako bogini ziemi, losu, żniw i pracy kobiet. Neopoganie uważają Mokosz za cudowną pannę, uosobienie kobiecej natury i wielką matkę wszystkich żywych istot. Piąty dzień tygodnia poświęcony jest kobietom i Mokoszy. Jako obiekt kultu jest często wybierana przez społeczności składające się głównie z kobiet. Według Aleksandra Asowa, jednego z ideologów neopogaństwa, miejsce i czas narodzin człowieka wyznaczane są przez bogów, a jego los tkany jest przez boginię Makosz. Asow twierdzi, że jej znakiem jest dziesięcioramienna czerwona gwiazda na niebieskim tle. Według neopogańskiego autora Wadima Kazakowa, Weles jest synem Swaroga i Mokoszy, a Dola i Niedola są młodszymi siostrami Mokoszy. Weles może być również uważany za męża Mokoszy. Innym mężem Mokoszy może być Strzybóg, z którym bogini ma córkę Kupałę i syna Jaryłę. Inny neopogański twórca, wołchw Wielimir (Nikołaj Spieranski), uważa Mokosz za jedną z rodzanic. Jedna z neopogańskich społeczności, “Królestwo Mokoszy”, została nazwana na cześć bogini. Dwa święta “Królestwa Mokoszy” są poświęcone bogini: wiosenna Mokosz, obchodzona 24 marca i jesienna Mokosz, obchodzona 24 września. W ZSW SRW kurczak jest rytualnym pożywieniem na uczcie ku czci Mokoszy.
Kalendarz rytualny stowarzyszenia “Welesowy krąg”, który obejmuje społeczność “Rodolubije”, obejmuje święto Dzień Mokoszy lub Dzień Ziemi. Święto to obchodzone jest 9 maja, kiedy Matka Ziemia “budzi się” po zimie. Jednak w tym dniu bogini nadal odpoczywa i nie wolno jej przeszkadzać orką, motyką czy wbijaniem w nią pali. Święto Letnie Mokosze Światki lub Mokridy obchodzone jest 19 lipca, kiedy to Kościół prawosławny upamiętnia dzień św. Makryny. Dożynki, obchodzone 15 sierpnia, poświęcone są zebraniu końca żniw, za co dziękuje się Dadźbogowi i Mokoszy. Bogini jest uważana za Matkę urodzaju i tego dnia składa się jej ofiary z owoców. Dożynki przypadają na prawosławne święto Zaśnięcia Bogurodzicy. W tym dniu Rosjanie świętowali dożynki i początek jesiennych dni. W innych częściach Rosji dożynki odbywały się 16 sierpnia w Spas Chlebowy. Sam Chlebowy Spas, znany również jako Orzechowy, Lniany lub Wodny Spas, jest rozumiany w neopogaństwie jako święto Mokoszy – pani wód, w którym kobiety powinny przynosić do studni drobne ofiary składające się z lnu i przędzy. Kościół prawosławny świętuje w tym dniu Przemienienie Pańskie. Święto Mokoszyno Poletje, czyli babie lato, to seria dni od 1 do 7 września poświęcona bogini. Dzień Roda i Rodzanic w tradycji słowiańskiej przypada na Narodzenie Najświętszej Maryi Panny i jest świętem rodziny, zbiorów i domu. Jest to czas podsumowania i powitania jesieni, ku czci bogini Mokoszy, w tym przypadku znanej jako Matka Jesieni. Podczas festiwalu Tausienʹ-Radogoszcz, przypadającego na czas równonocy jesiennej, odbywa się rytuał dziękczynienia za zbiory, który obejmuje ceremonię ku czci Mokoszy podczas obchodu pól w kierunku słońca, gdzie Matka Ziemia jest obdarowywana ceremonialnym ciastem-korowajem. Tego dnia Swarga zostaje zamknięta, a bogowie odpoczywają aż do wiosny. Jesienny dzień Mokoszy obchodzony jest 28 października, kiedy to według wierzeń ziemia “zapada” w zimowy sen. Po zachodzie słońca kapłanki Mokoszy, zwykle w liczbie trzech osób, rozplątują “kądziel losu”: wkładają nici do kubka z zaczarowaną wodą i obserwując, jak nici się rozprzestrzeniają, przepowiadają przyszłość. Święto zbiega się w czasie z prawosławnym dniem Paraskiewy Piatnicy.
Wołchwowie z “Welesowego Kręgu” opracowali również Małe Kolo Swaroga z poświęceniem każdego miesiąca określonemu bóstwu, gdzie piąty miesiąc, maj, jest poświęcony Mokoszy i Żywej, a jedenasty miesiąc, listopad, Mokoszy i Ciemnej Marze. Wołchw Wielesław (Ilja Czerkasow) zidentyfikował przydziały boskie związane z czterema porami roku, dniami, kierunkami świata i żywiołami. W szczególności, przydział Welesa i Mokoszy jest związany z jesienią, wieczorem, zachodem i powietrzem.
W święto Iwana Kupały kobiety ozdabiają brzozy wstążkami i wieńcami z kwiatów. Te dekoracje są interpretowane przez neopogan jako starożytna forma ofiary, ponieważ młode drzewo jest symbolem Matki Ziemi, czyli Mokoszy. W pobliżu przygotowywana jest lalka Jaryły wykonana z zielonych gałęzi i wbijana w ziemię, ubrana w ozdobne hafty o świętej symbolice, której podawane jest jedzenie. Lalka i drzewo symbolicznie uosabiają nowożeńców.
Mokosz jest wspomniana w Księdze Welesa, którą społeczność naukowa uznaje za fałszerstwo stworzone przez pisarza Jurija Mirolubowa w XX wieku. W opowieści o pogańskich bachanaliach na stronie 32 w wydaniu Księgi Welesa z 1994 r. za tłumaczeniem Asowa wspomniane są “liście zielone i mokoszany”, tj. zielone liście w jakiś sposób związane z boginią Mokoszą, co tłumacz rozumie jako “liście zielone i wodorosty”. W spisie pogańskich bogów na stronach 302-304 imię Mokoszy nie występuje.

## Współczesność

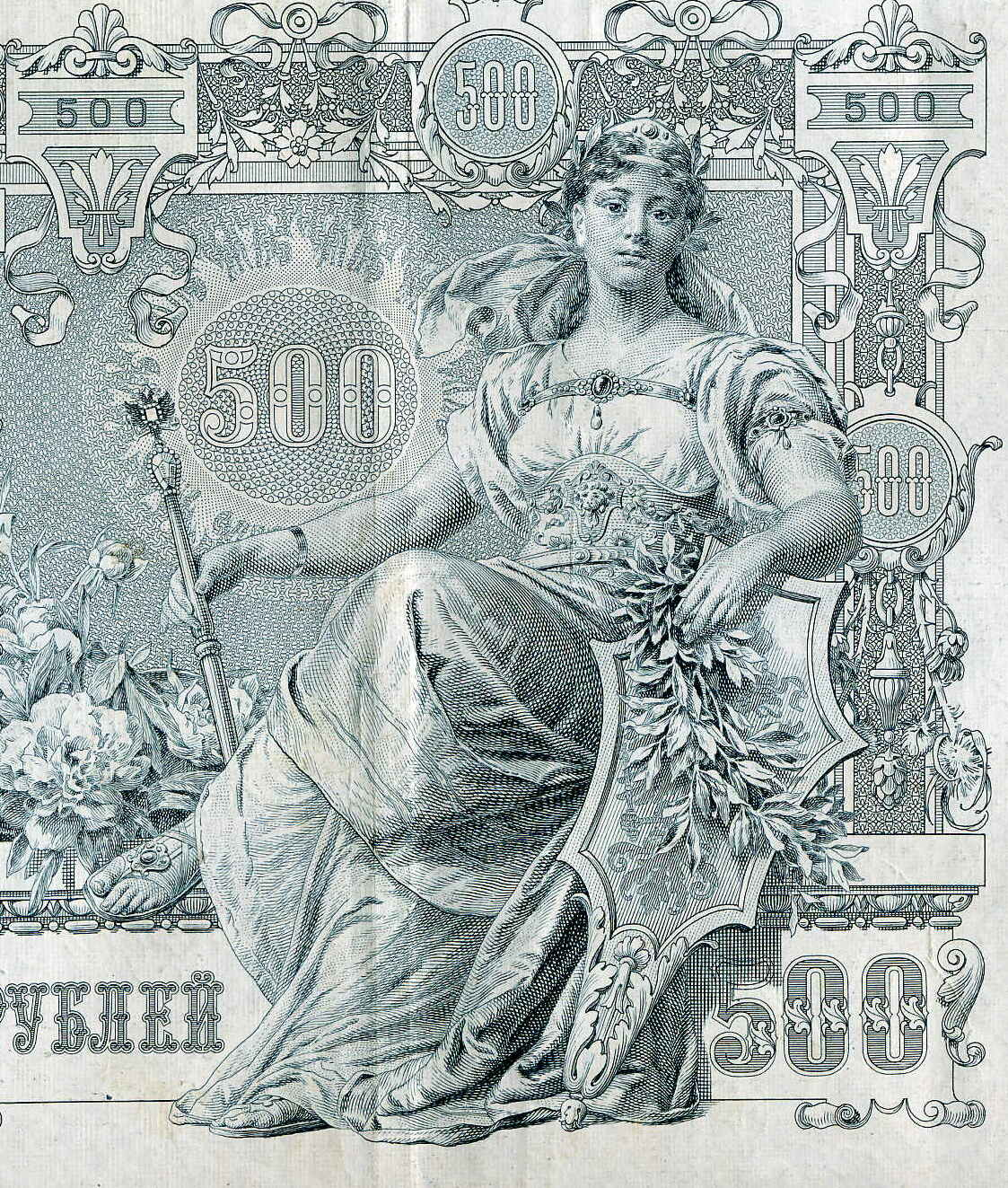
Personifikacja Rosji na banknocie 500 rubli Imperium Rosyjskiego z 1912 r.

Kulturoznawcy Harald Haarmann i Orlando Figes uważają, że koncepcja Matki Rosji jest powiązana z ziemią, “mityczną kobiecością” i macierzyństwem ze względu na pierwotną zgodność słów Rosja i ziemia z gramatyczną płcią żeńską oraz większą powszechność przedstawiania Rosji konkretnie jako macierzy, a nie ojczyzny. Jednak kobieca tożsamość Rosji jest również czerpana z folkloru, rosyjskiej poezji i idiomów literackich, wskazując na starożytność tradycji związku między kobiecością a ziemią, która ostatecznie została podniesiona przez naukowców do wizerunku Mokoszy jako Matki Wilgotnej Ziemi.
Nazwa góry Mokosha Mons na Wenus odnosi się do Mokoszy.
We współczesnej kulturze imiona wschodniosłowiańskich bóstw są wykorzystywane jako nazwy reklamowe. W szczególności imię Mokoszy lub Makoszy jest używane jako ergonim, zwłaszcza w nazwach firm związanych z rolnictwem, rzemiosłem, kosmetologią i krawiectwem, ponieważ w kulturze popularnej Mokosz jest rozumiana jako bogini kobiecego rzemiosła. Religioznawca Andriej Bieskow zauważa, że nazewnictwo firm często opiera się na pseudonaukowych spekulacjach.
Lingwosemiotyczny aspekt rosyjskiej kultury ludowej został zbadany przez pracowników WSE. W celu jego zbadania przeprowadzono ankietę asocjacyjną, w której wśród proponowanych słów imię Mokosz było reprezentowane przez wariant Makosz. Respondenci nie zwrócili uwagi na tę zmianę pisowni, co prawdopodobnie wynika z deetymologizacji imienia bóstwa we współczesnej literaturze zawierającej różne jego warianty: Makieta, Makosz, Makosza, Mokosz, Mokosza, Mokosz´. Ogólnie rzecz biorąc, obecnie imię to nie ma ustalonej pisowni.